# Maiolica di Deruta
La maiolica derutese è, già dal medioevo, una delle più importanti produzioni ceramiche italiane.

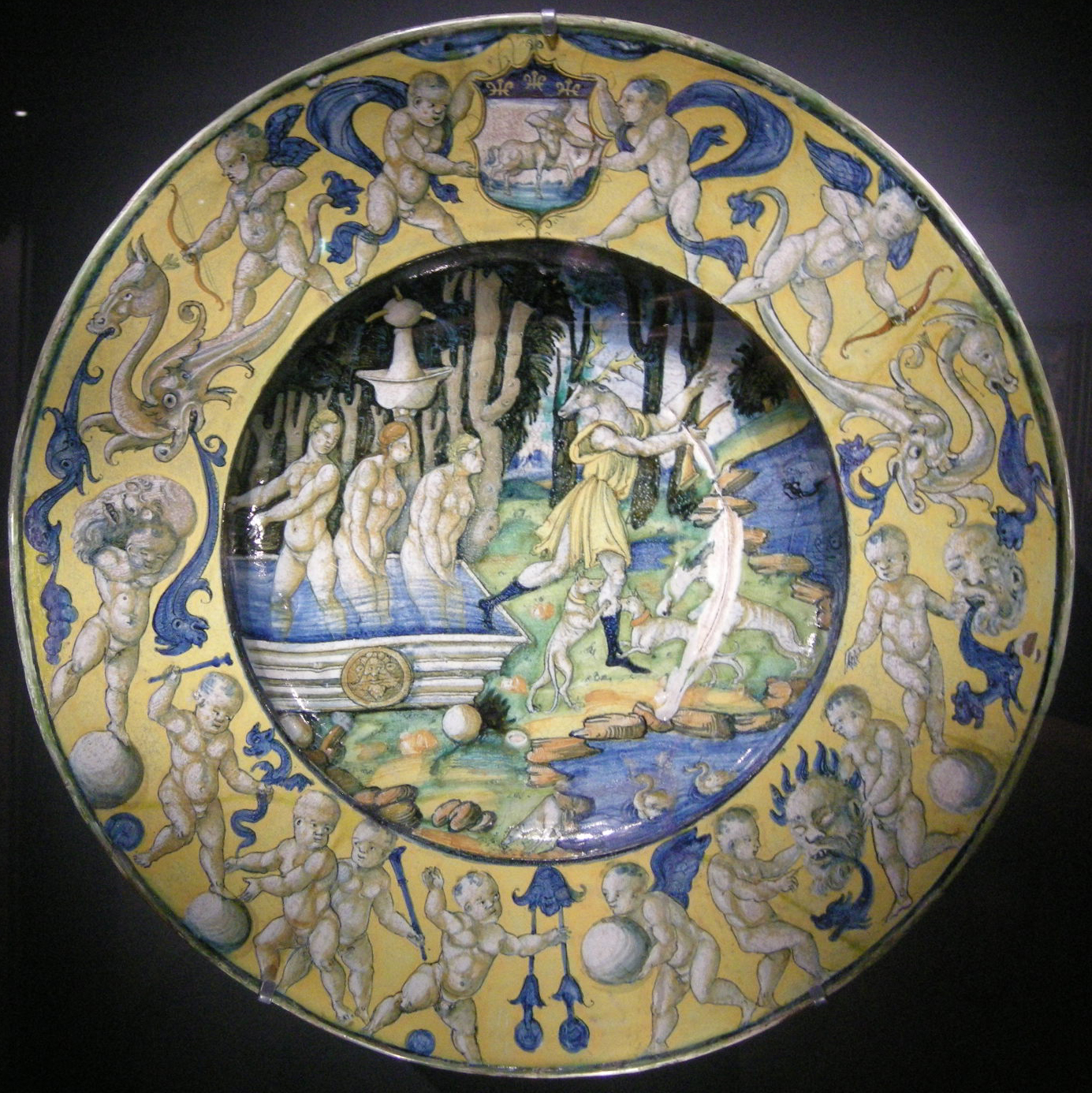
Piatto con Diana e Atteone, 1525

## Le prime attestazioni
Già nel 1277 troviamo riferimenti ad una fornitura di laterizi "ad modum matonum de Dirupta" ma è nel 1287 che i vasai si riuniscono in arte e, con il benestare del comune di Perugia, possono praticare la vendita al dettaglio. È del 1290 il primo documento che attesta una fornitura di vasi per il convento cittadino, usati tuttavia a scopo domestico.
Molti poi i ritrovamenti risalenti a quest'epoca. Si tratta nel maggior numero dei casi di oggetti di uso comune, come catini, vasellame e stoviglie, dalle forme ricorrenti e dai caratteristici motivi decorativi comuni ad altri centri della regione, tra cui Orvieto. Costante è anche il tipo di cromatismo basato sull'uso di manganese e del verde ramina. Più tarda è invece l'introduzione del blu, dell'arancio e del giallo e rosso 

## Il Trecento
Risale al 1336 la nomina di tre procuratori legali per la tutela degli interessi della corporazione dei vasai minacciata dalla concorrenza di Perugia e dal tentativo di quest'ultima di attrarre dalla propria i migliori maestri derutesi. Il catasto del 1361 testimonia inoltre la presenza di botteghe e fornaci nel territorio e di ben 14 vasai. Si comincia ora a fare distinzione tra i vasi "picti" e quelli "non picti" e i contrasti tra i vasai e i cosiddetti "broccari", considerati dai primi come inferiori in quanto non pitturavano il manufatto, spinse questi ultimi verso le frazioni limitrofe.

## Il Quattrocento e il Cinquecento
L'attività continua intensa per tutto il Quattrocento al punto che l'arte dei vasai può vantare ben quattro priori contro uno solo nominato per le altre arti. Si ha notizia che lo scultore fiorentino Agostino di Duccio fa eseguire in Deruta le piastrelle pavimentali dell'Oratorio di San Bernardino a Perugia. Intensa è la produzione di piatti da pompa o gameli nel Quattrocento eseguiti per commemorare eventi importanti come un matrimonio.
Il massimo sviluppo e la più ampia affermazione dei prodotti derutesi si ha comunque a partire dal primo Cinquecento quando a un'intensa attività produttiva, testimoniata dai bellissimi reperti dei vari musei del mondo e in particolare dal San Sebastiano del Victoria and Albert Museum di Londra. Lo splendido frammento del Pavimento della Chiesa di San Francesco di Deruta, del maestro Nicola Francioli detto Co, offre un'esplicita testimonianza del livello artistico e culturale raggiunto dalle fabbriche derutesi del Cinquecento.

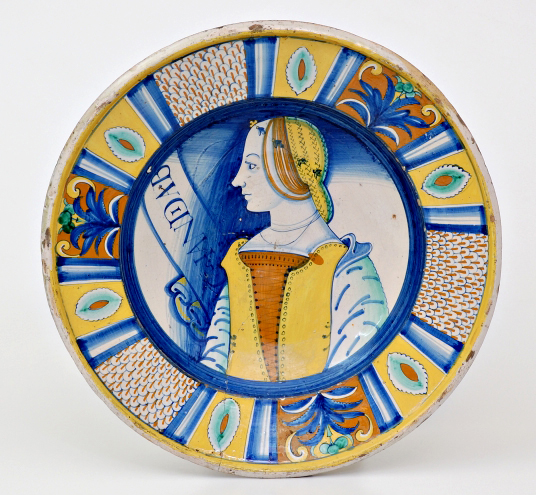
Piatto con una donna di tre quarti
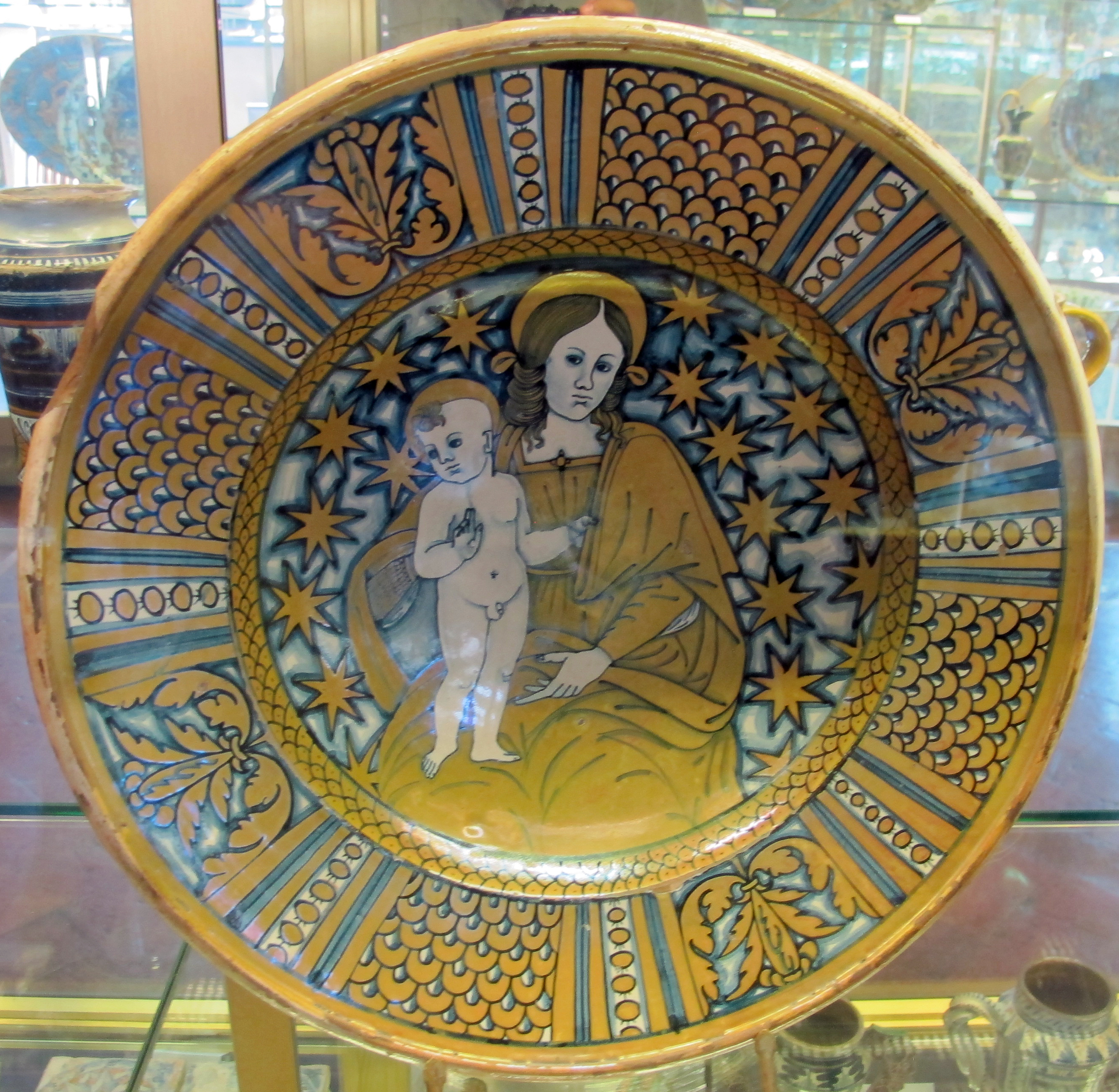
Piatto con la Madonna col Bambino.
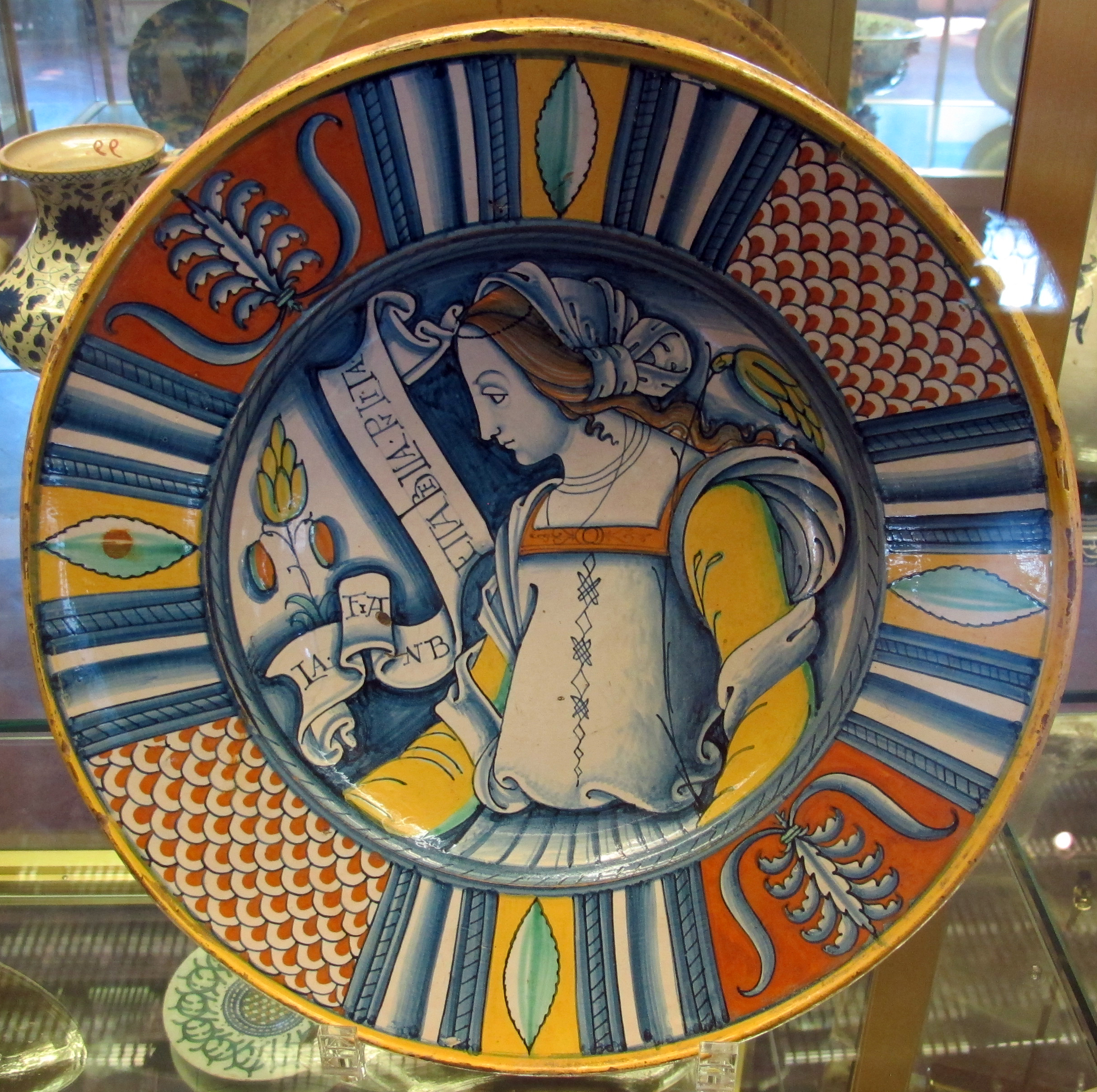
Piatto con ragazza la fian bella bella pulita.
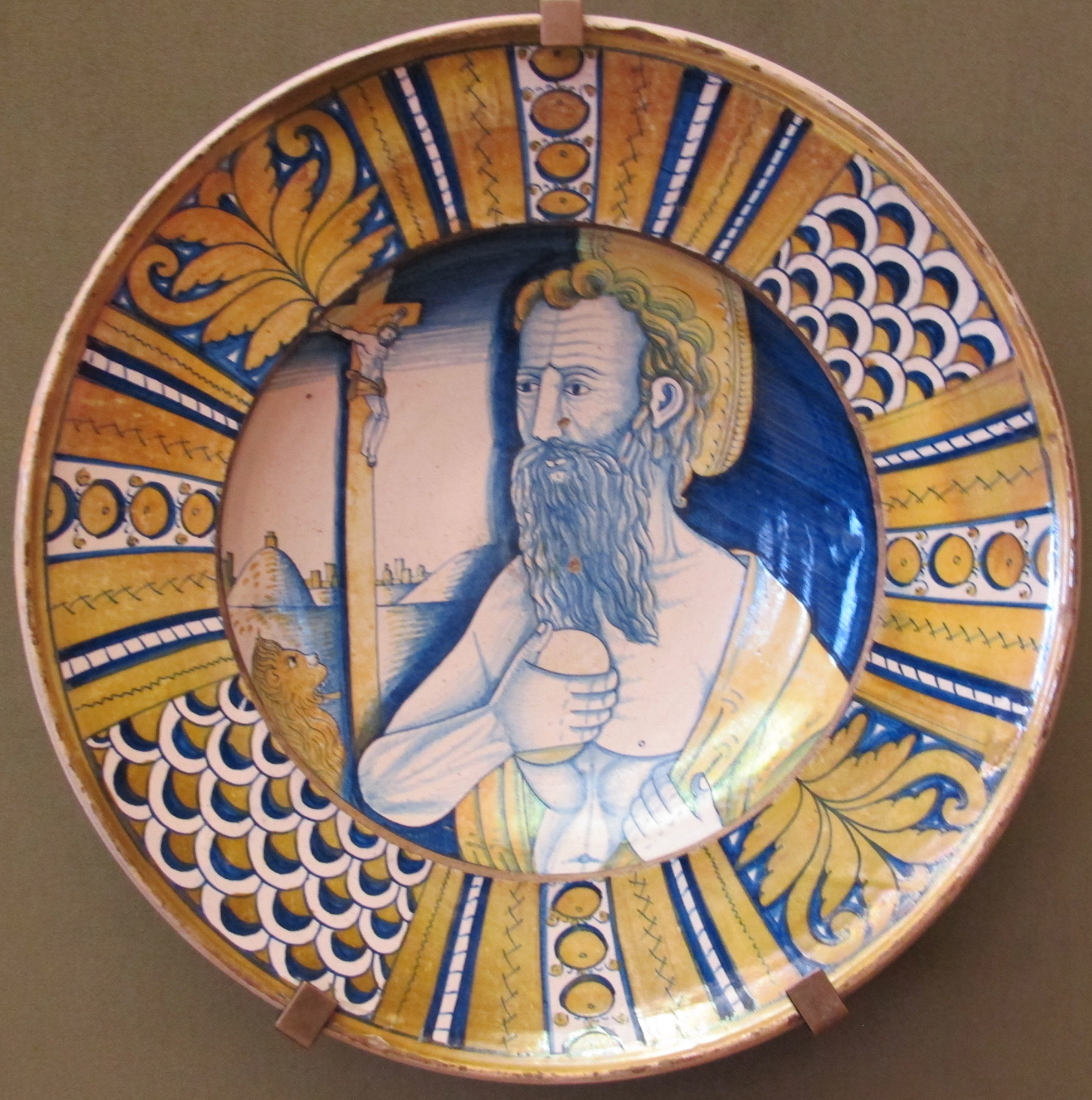
Piatto con San Girolamo.
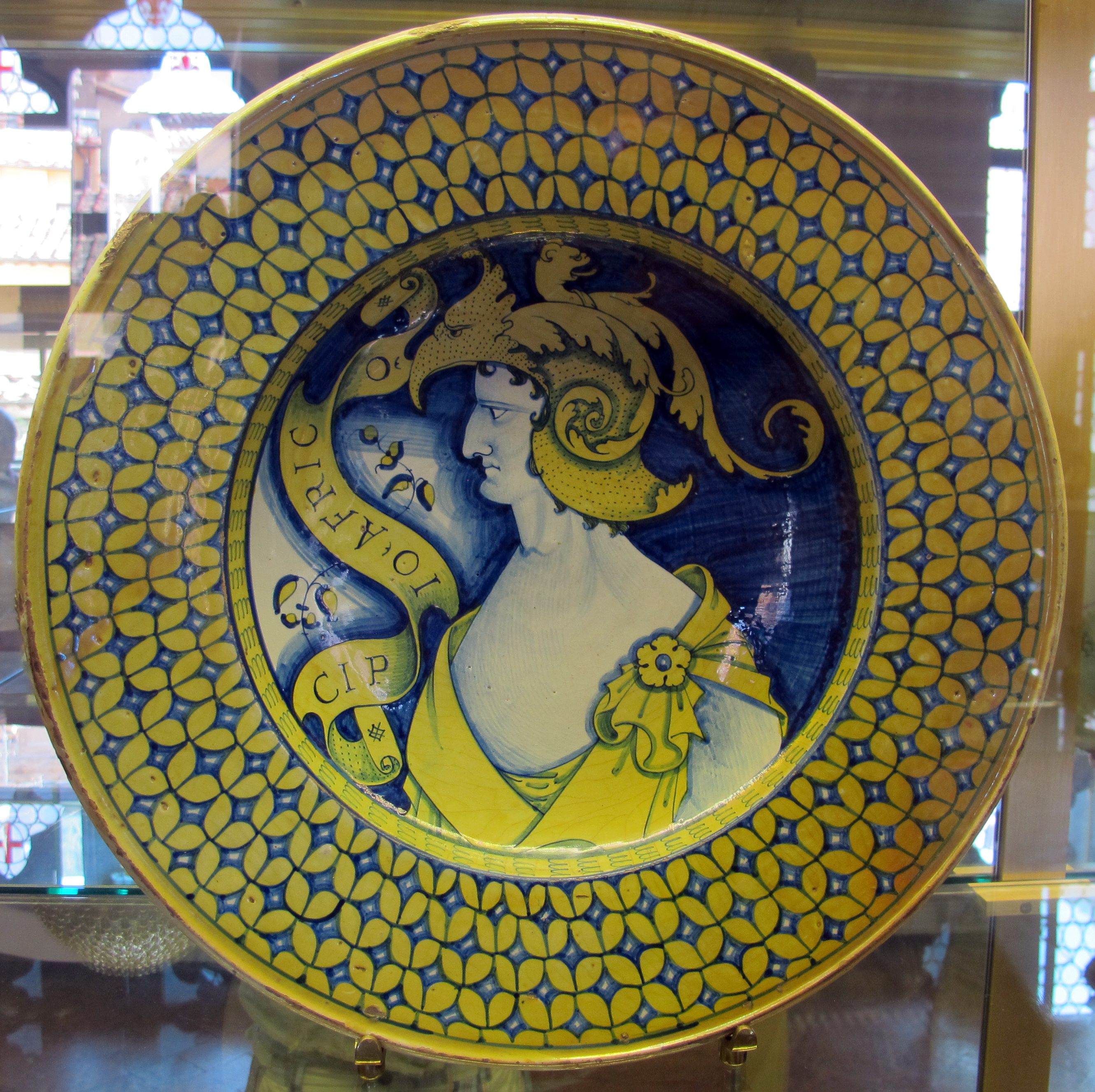
Piatto con Scipione l'Africano.
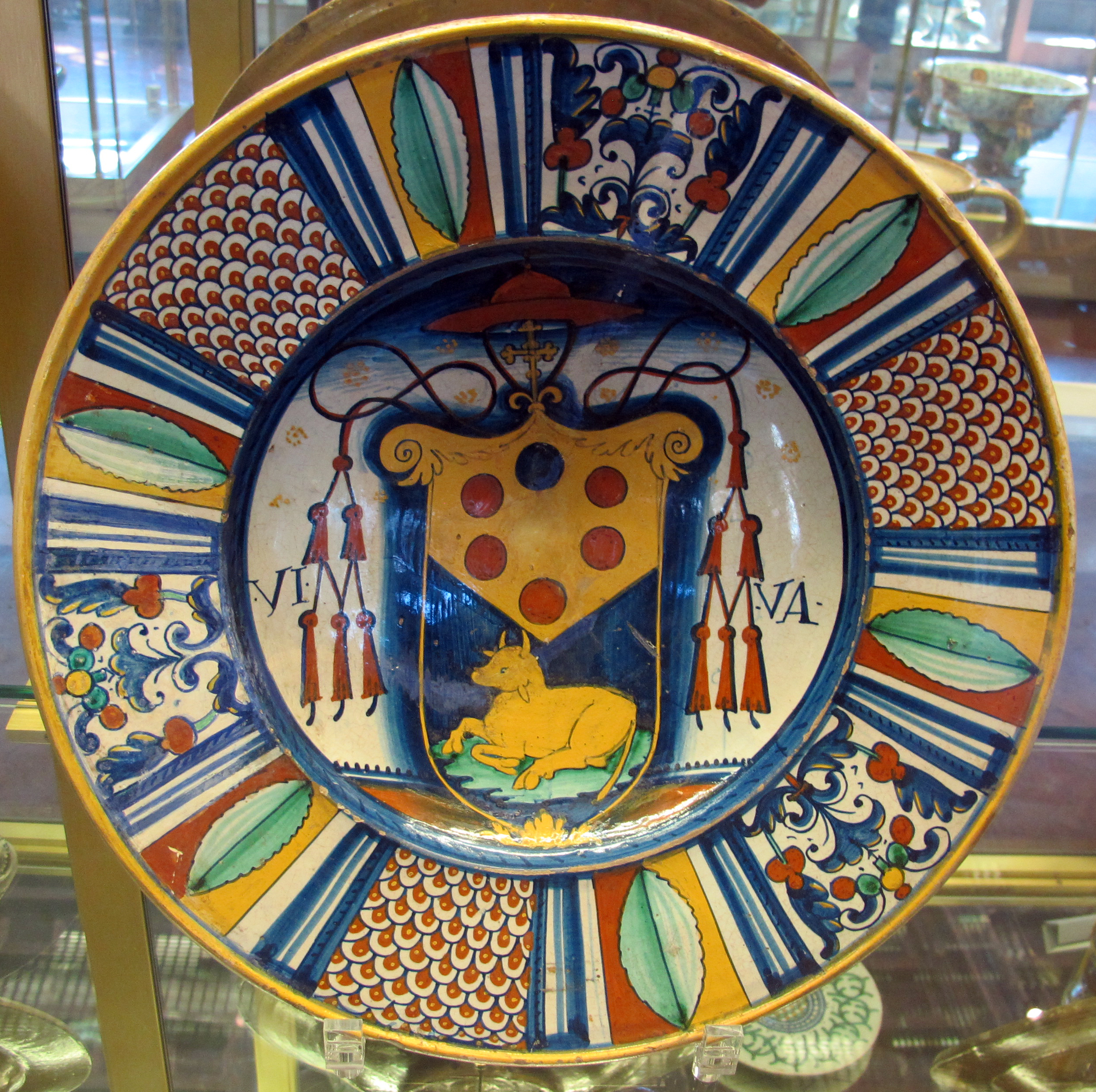
Piatto con lo stemma del cardinale Silvio Passerini.
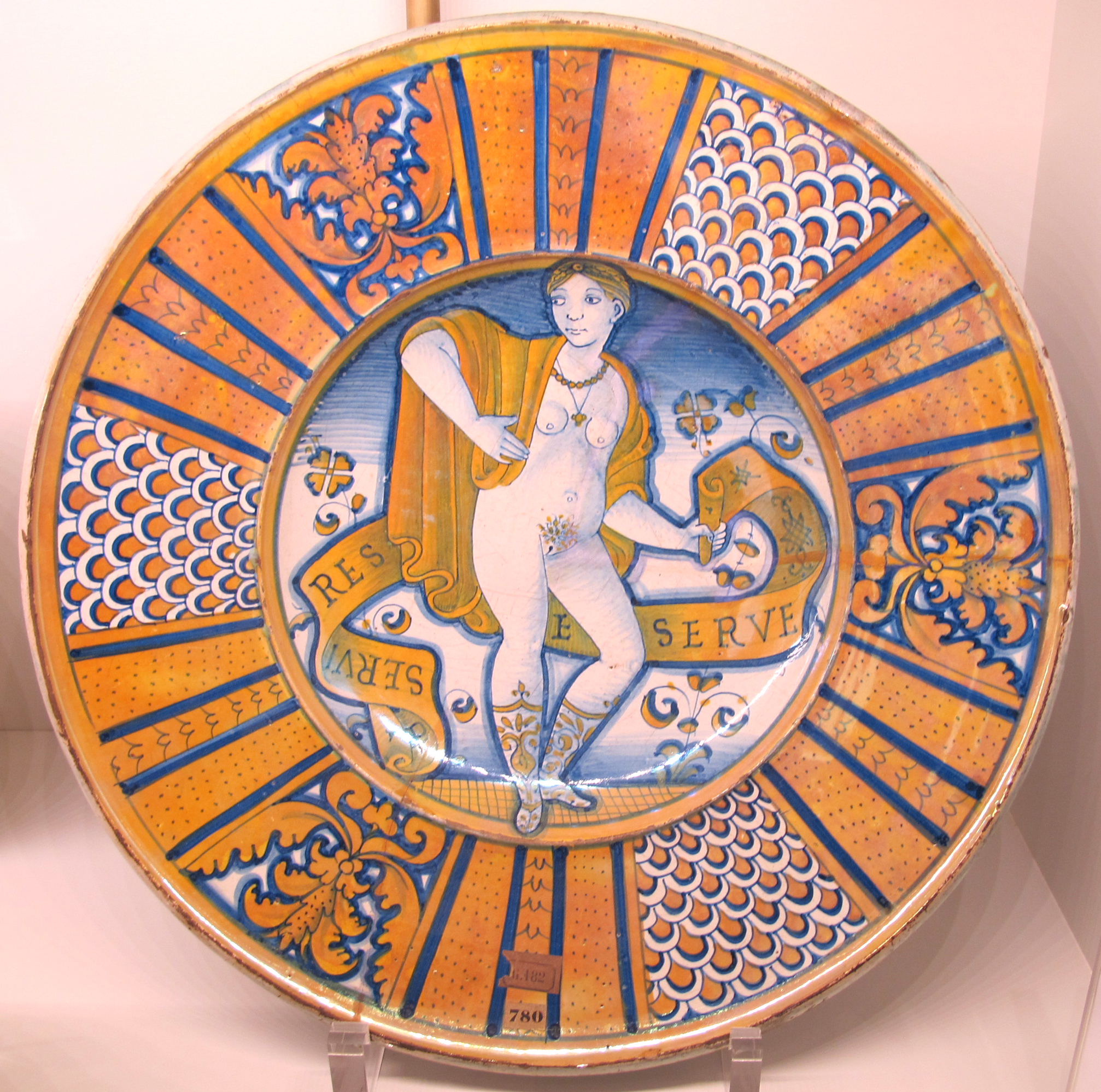
Piatto con donna nuda servi res e serve.
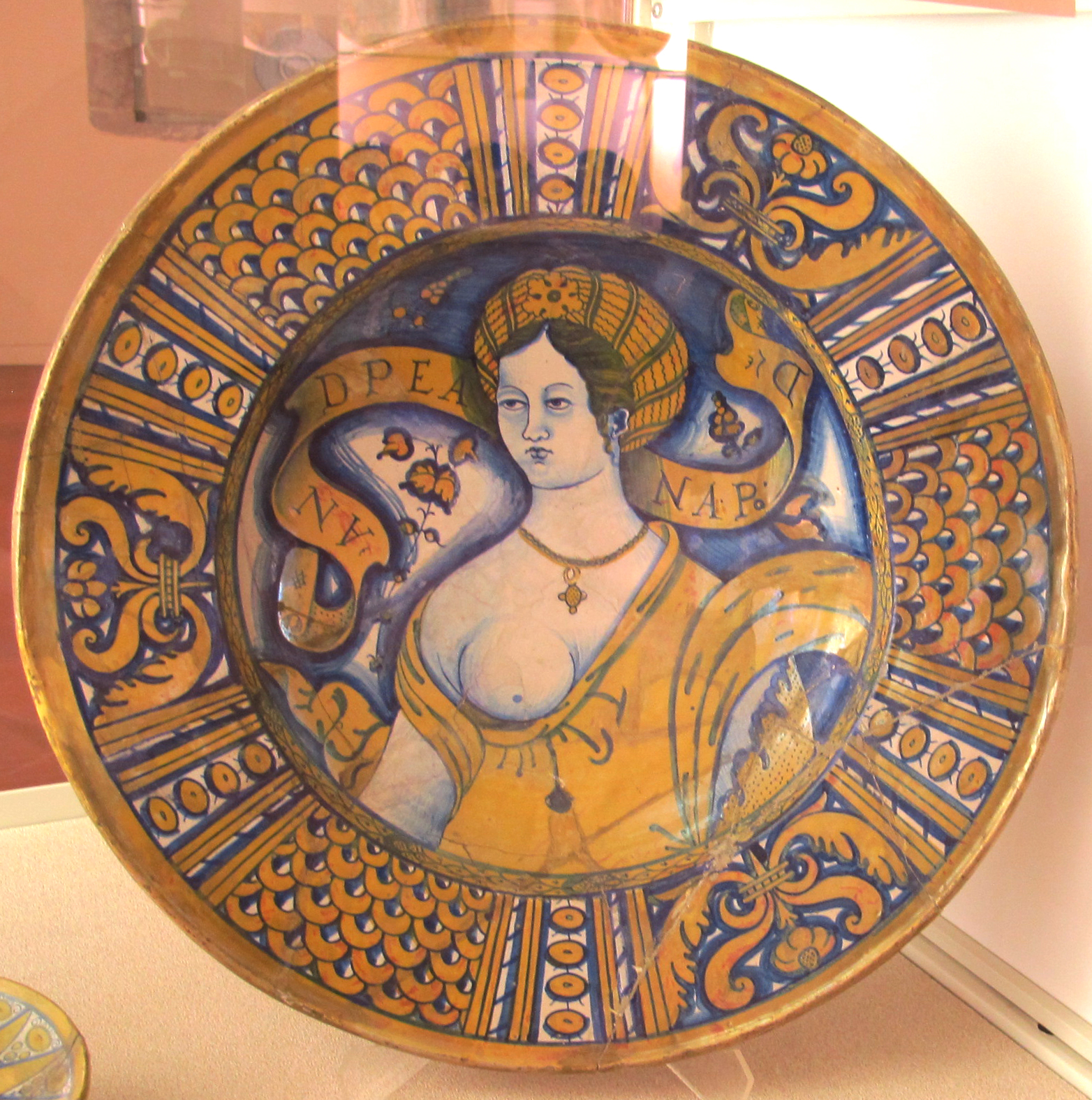
Piatto con figura femminile a seno scoperto.
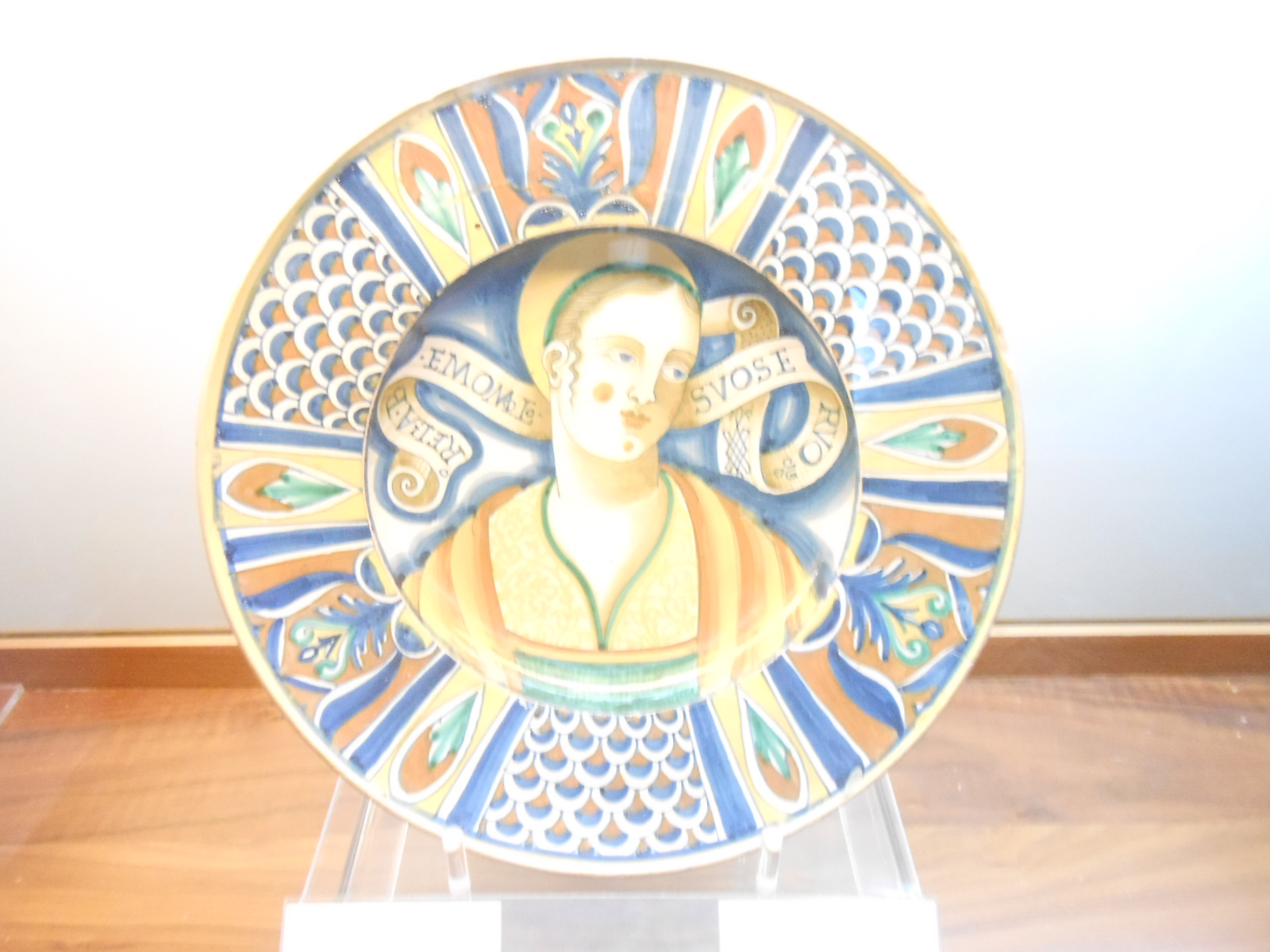
Piatto con figura femminile.
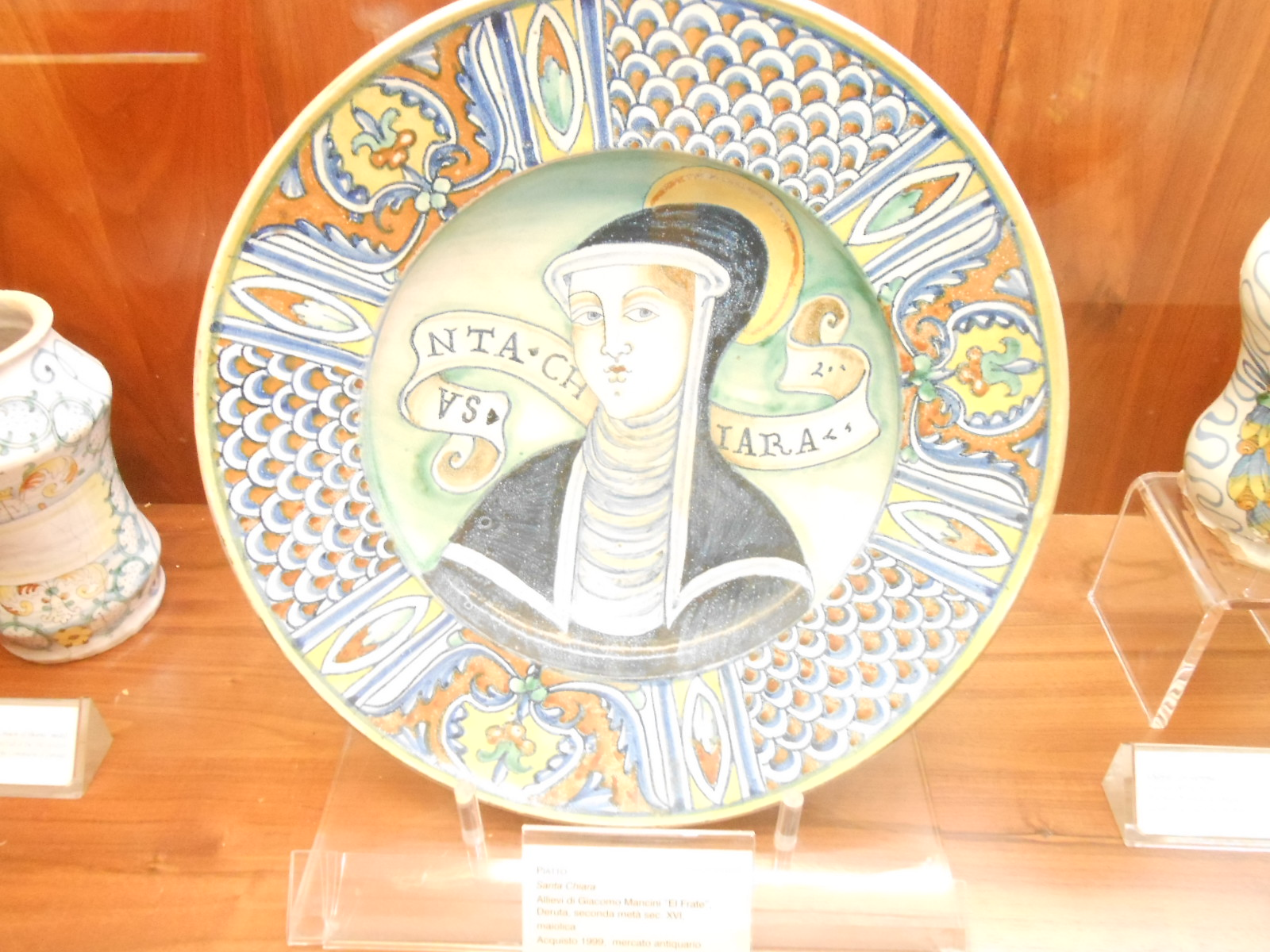
Piatto con Santa Chiara d'Assisi
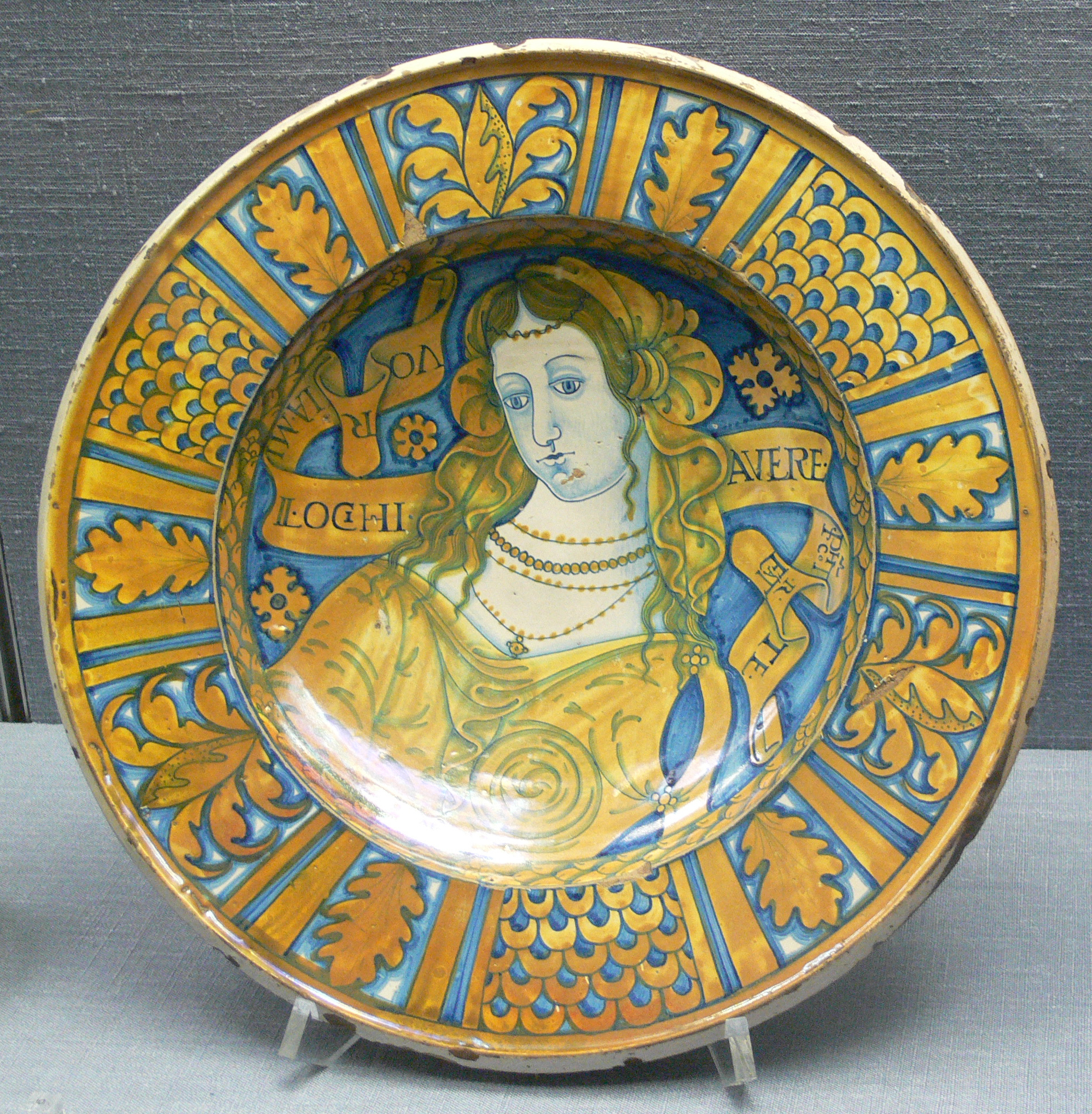
Piatto con figura femminile.
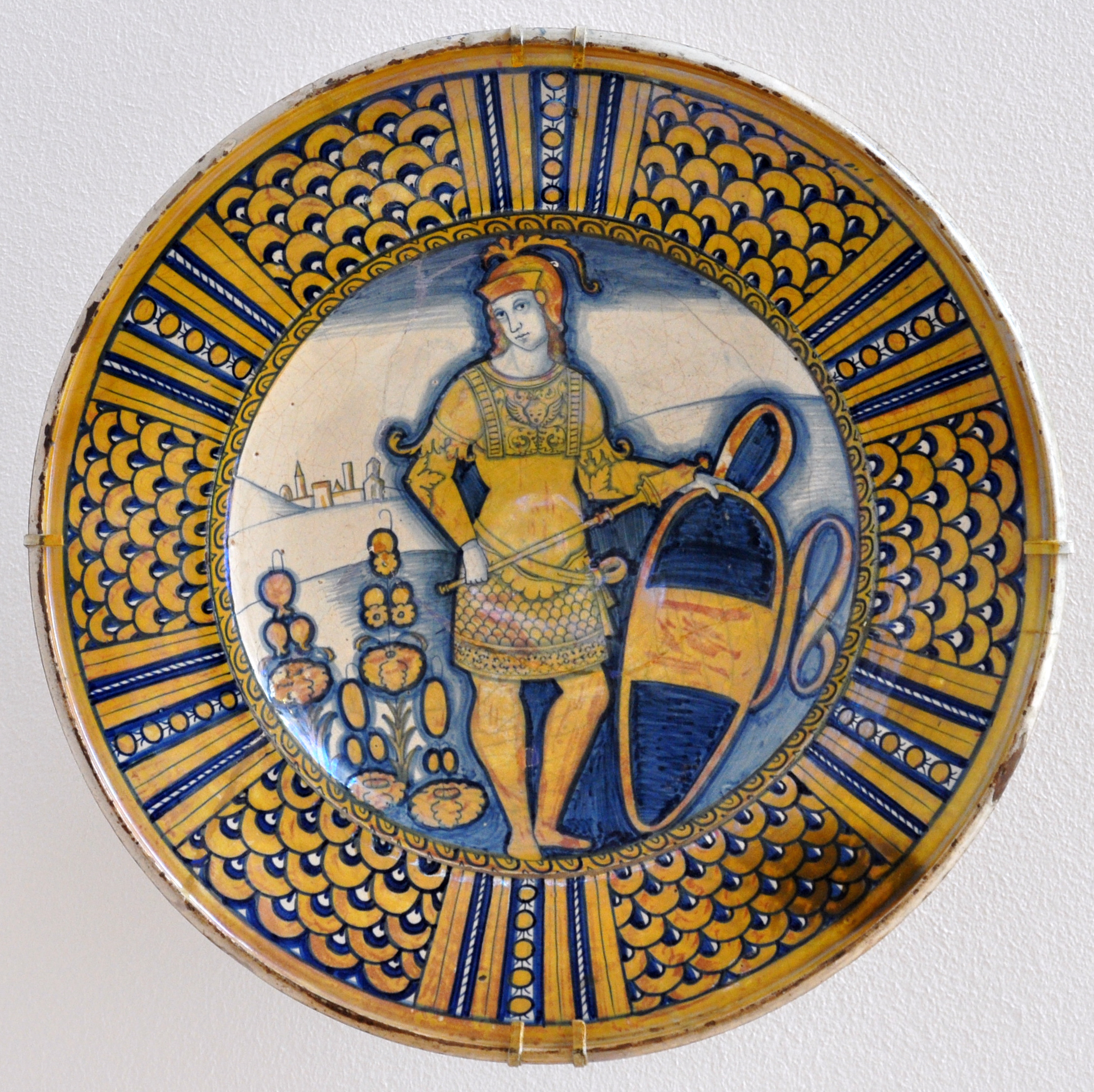
Piatto con soldato.
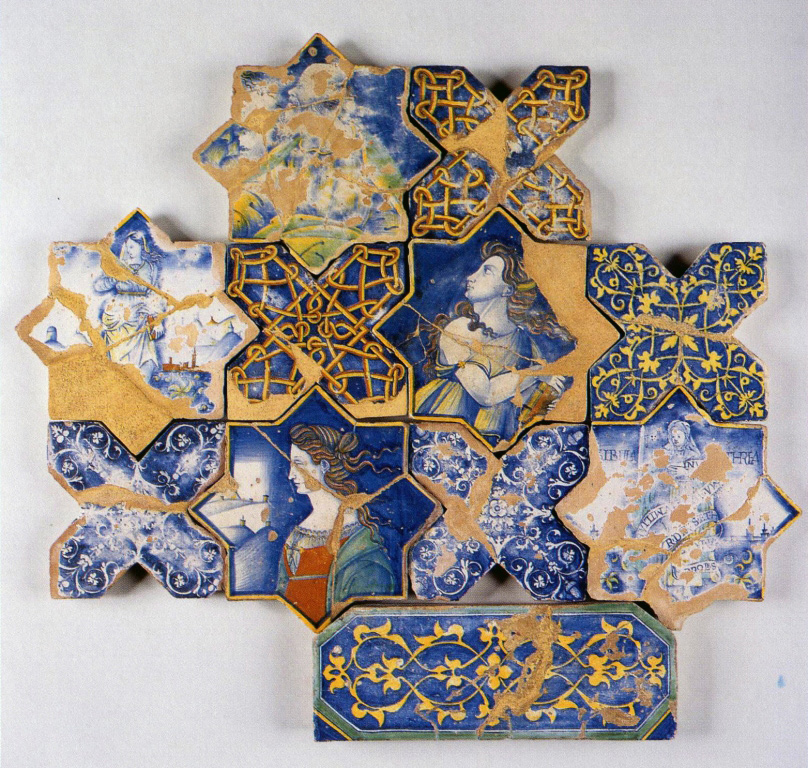
Il Pavimento della Chiesa di San Francesco di Deruta.
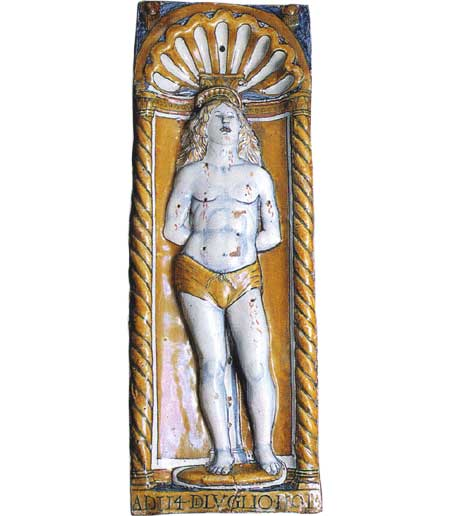
Placca votiva con San Sebastiano datata 14 luglio 1501. conservata nel Victoria and Albert Museum di Londra.

## Le placche votive
Notevole è la produzione di placche votive a deruta nel Cinquecento e nel Seicento. I soggetti maggiormente raffigurati sono i santi e soprattutto la Madonna del Bagno, la Madonna dei sette Dolori, la Madonna delle Piaggie, la Madonna del divino amore ecc.

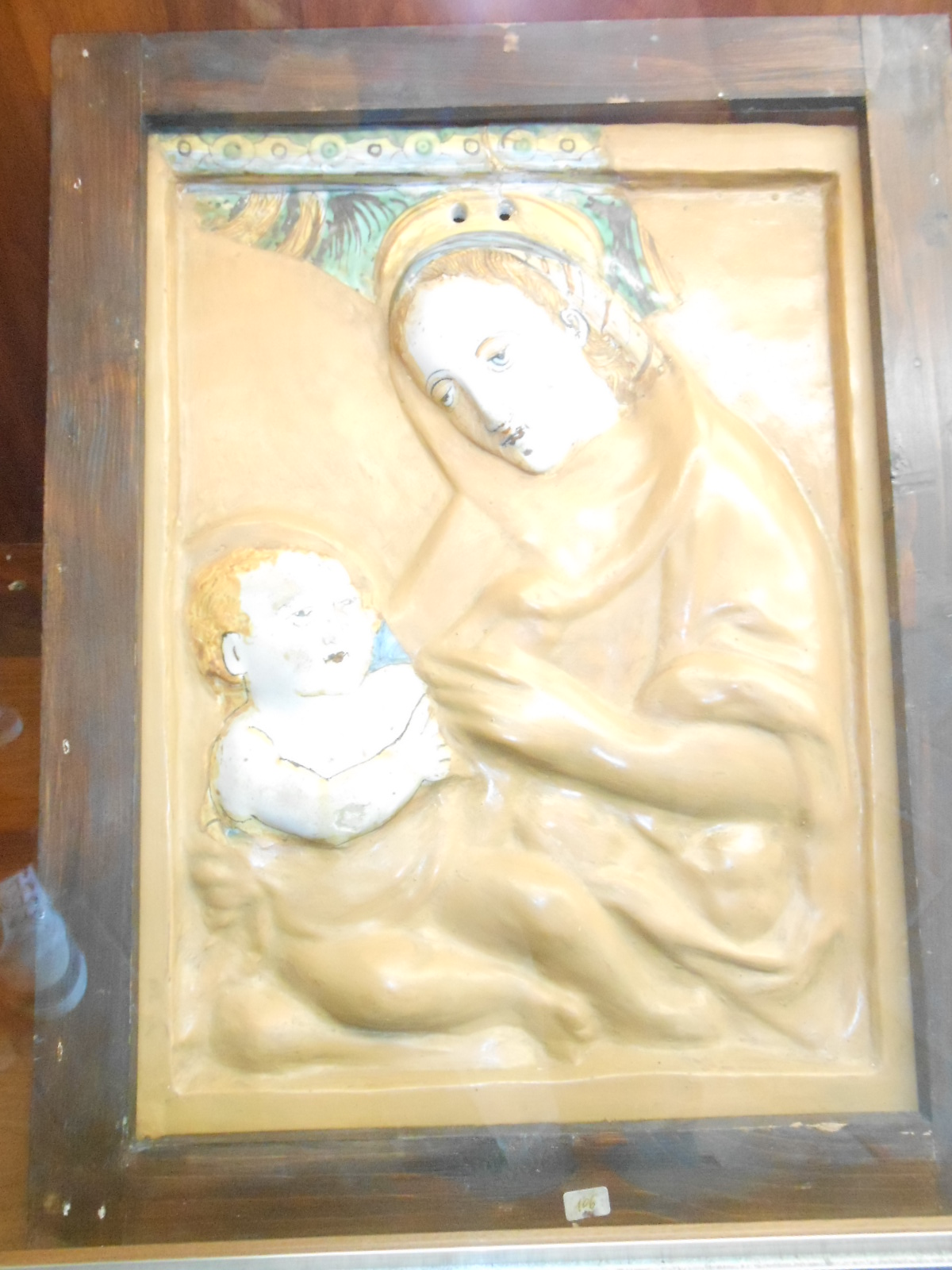
Placca votiva con la Madonna col Bambino.
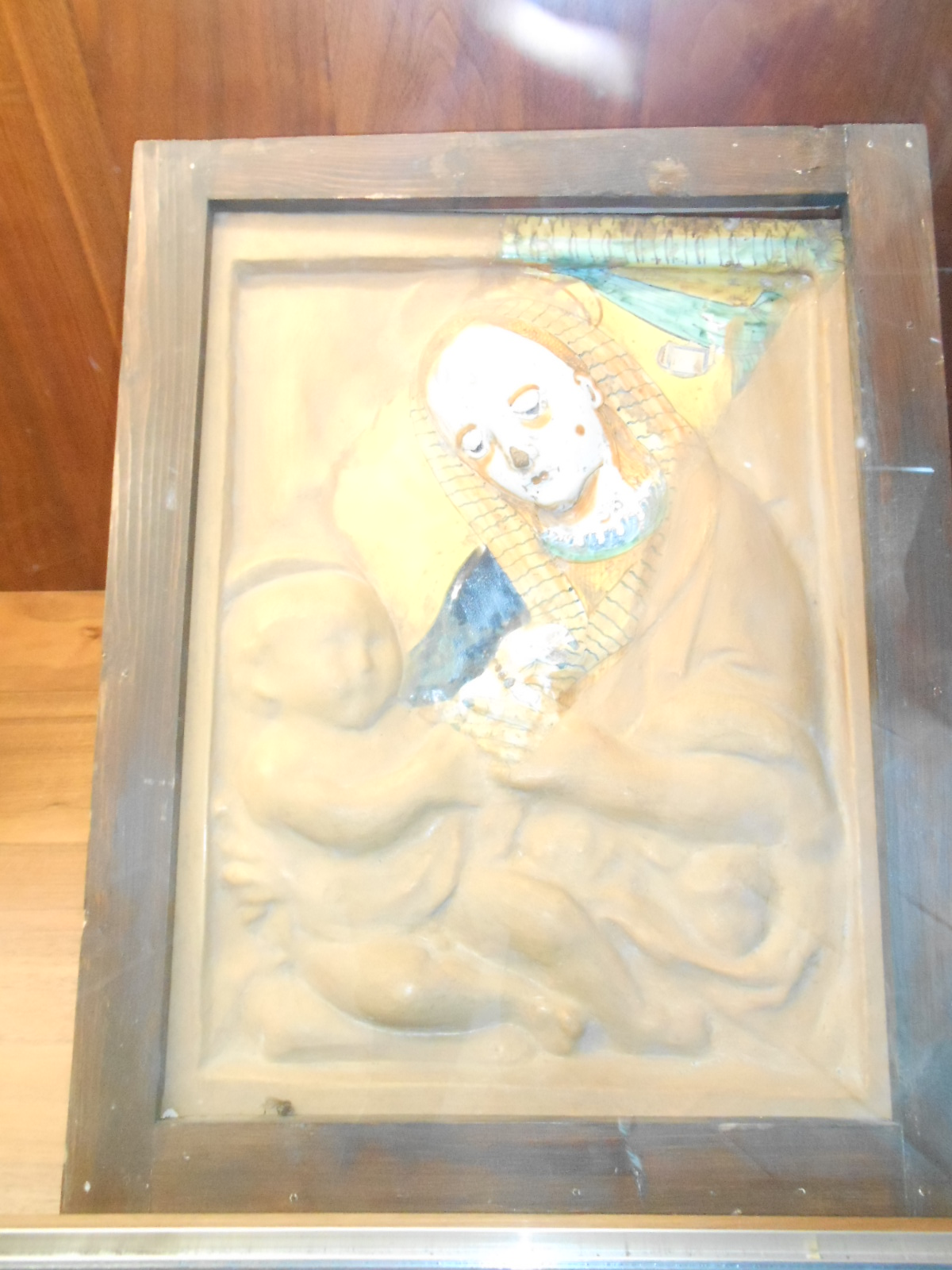
Placca votiva con la Madonna col Bambino.
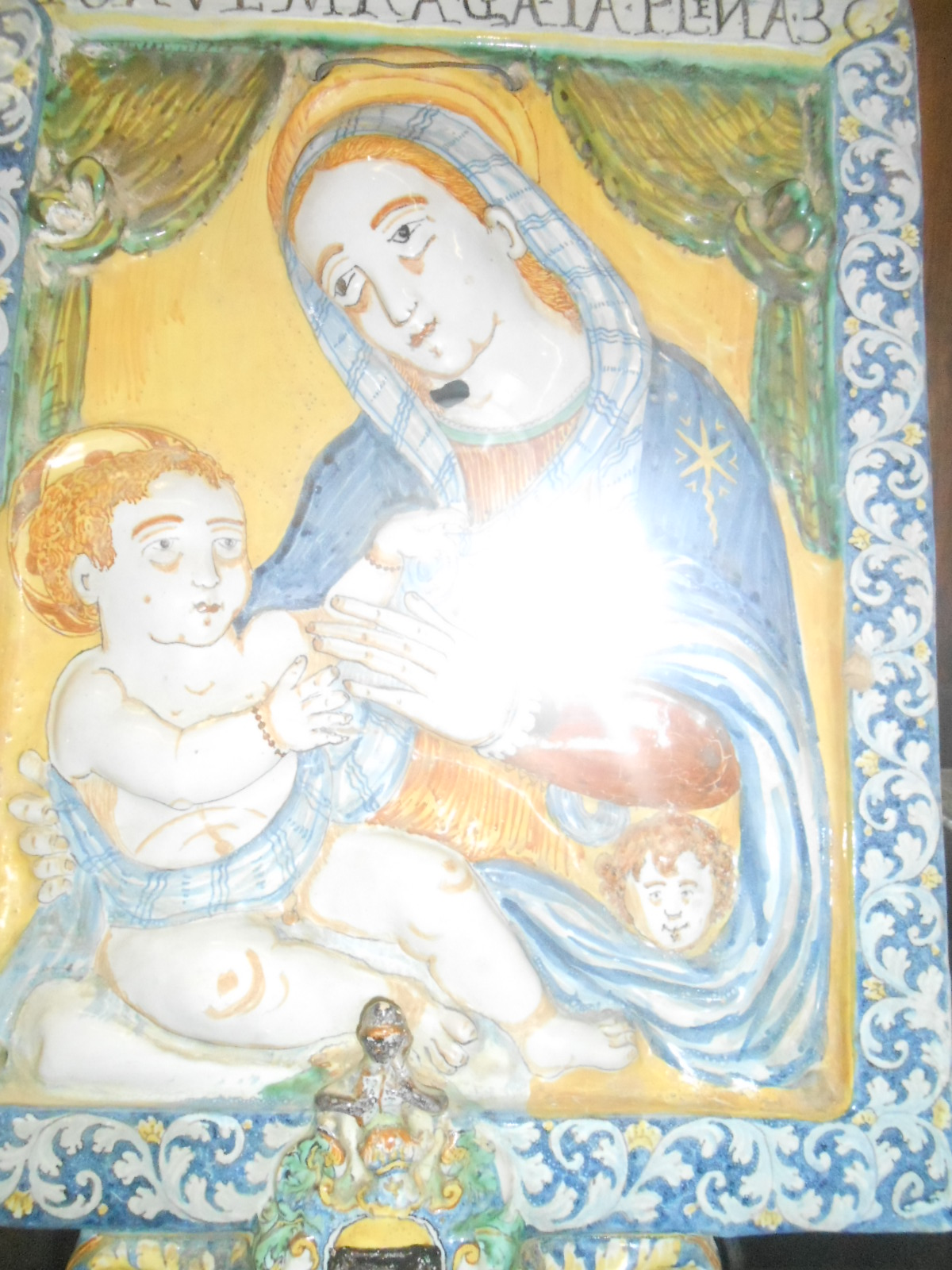
Placca votiva con la Madonna col Bambino.
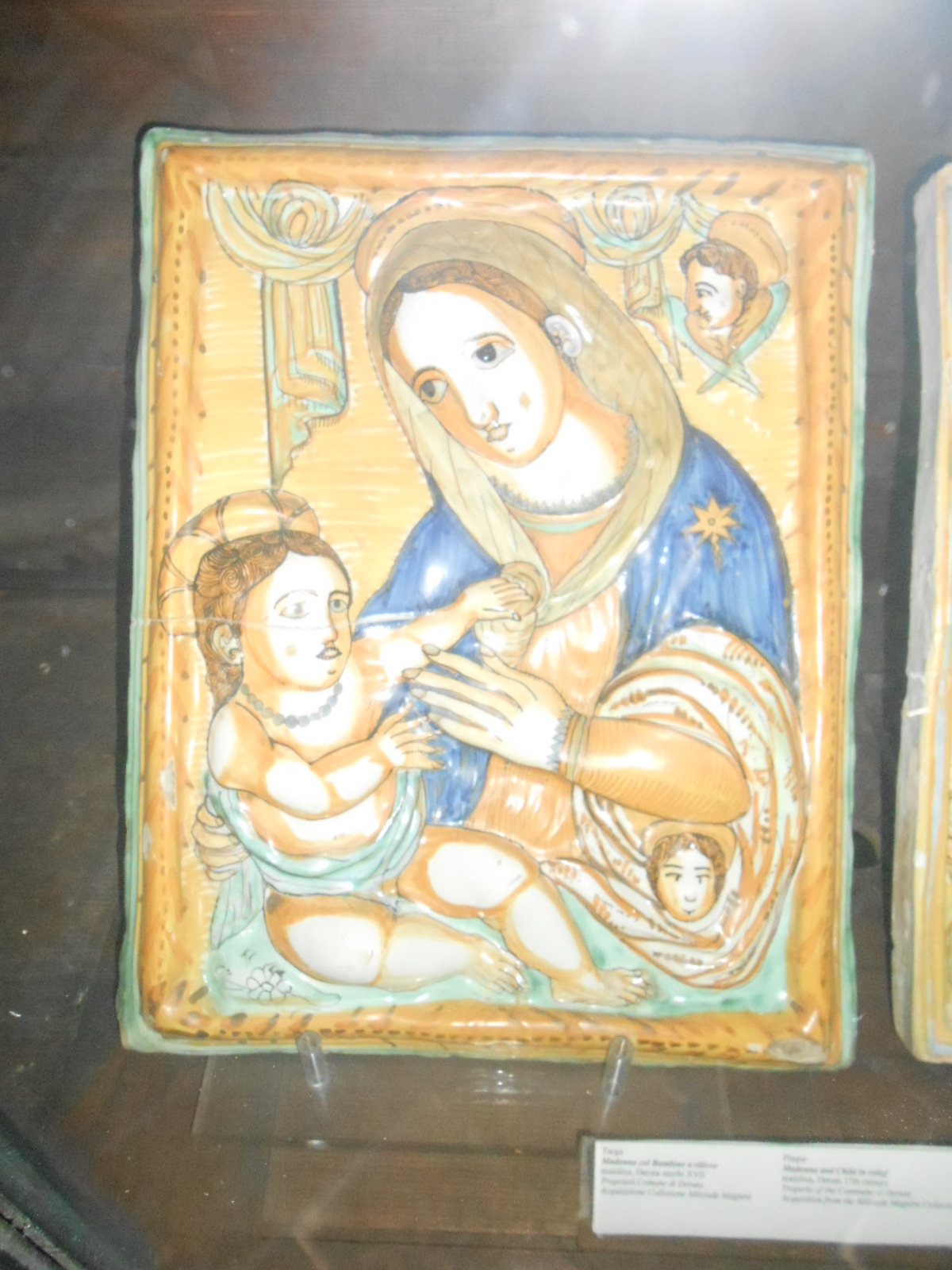
Placca votiva con la Madonna col Bambino.
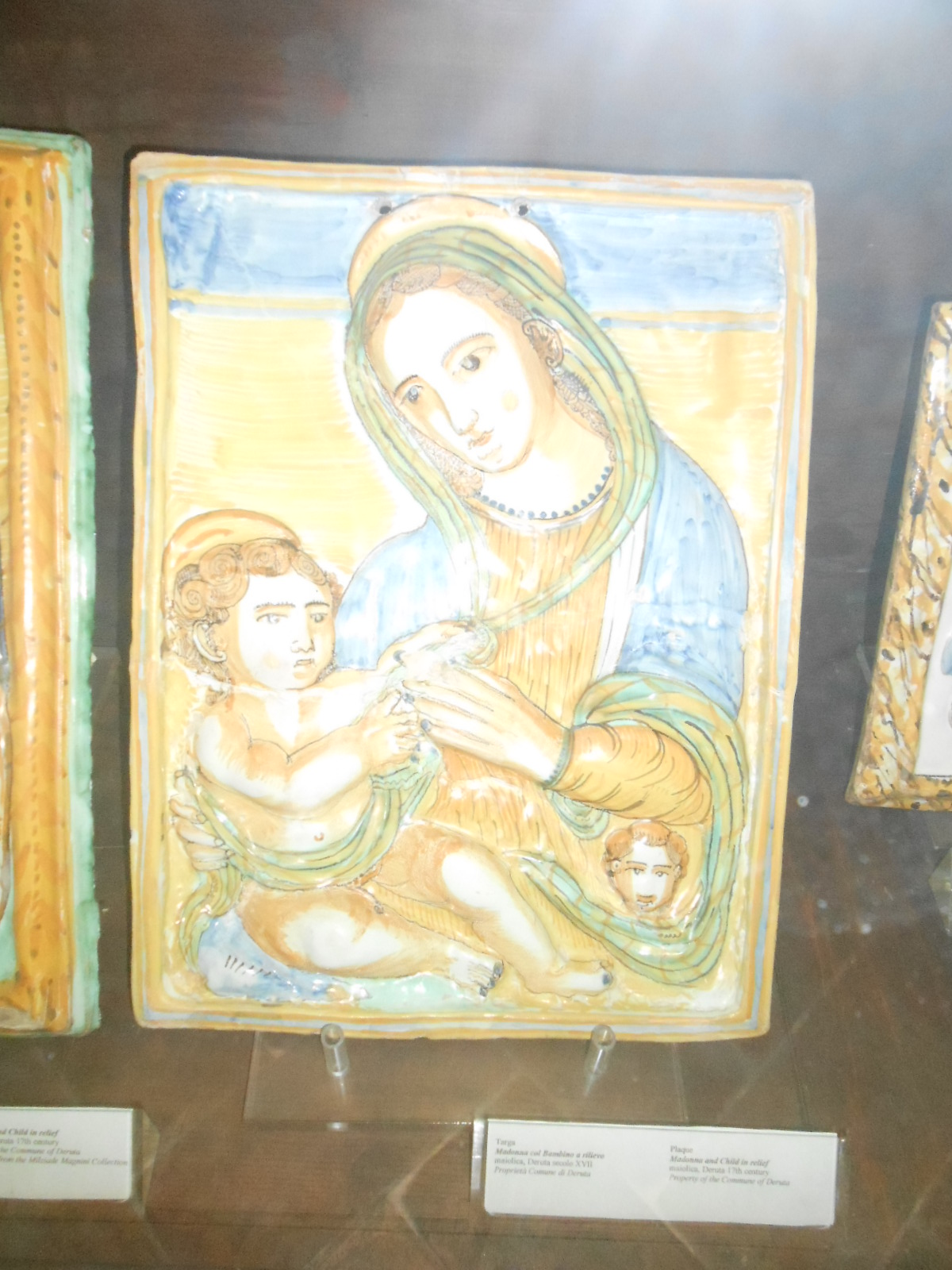
Placca votiva con la Madonna col Bambino.
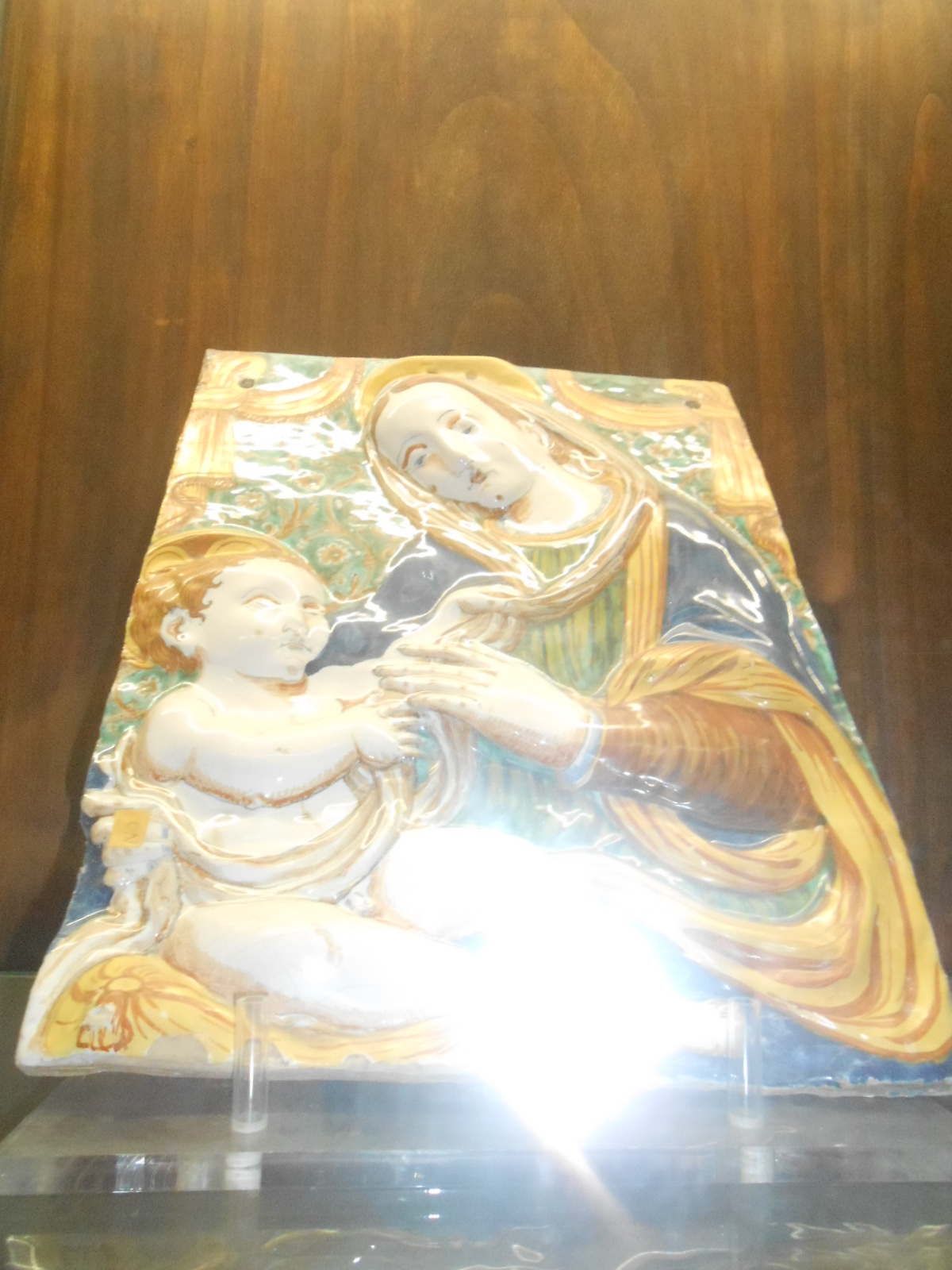
Placca votiva con la Madonna col Bambino.
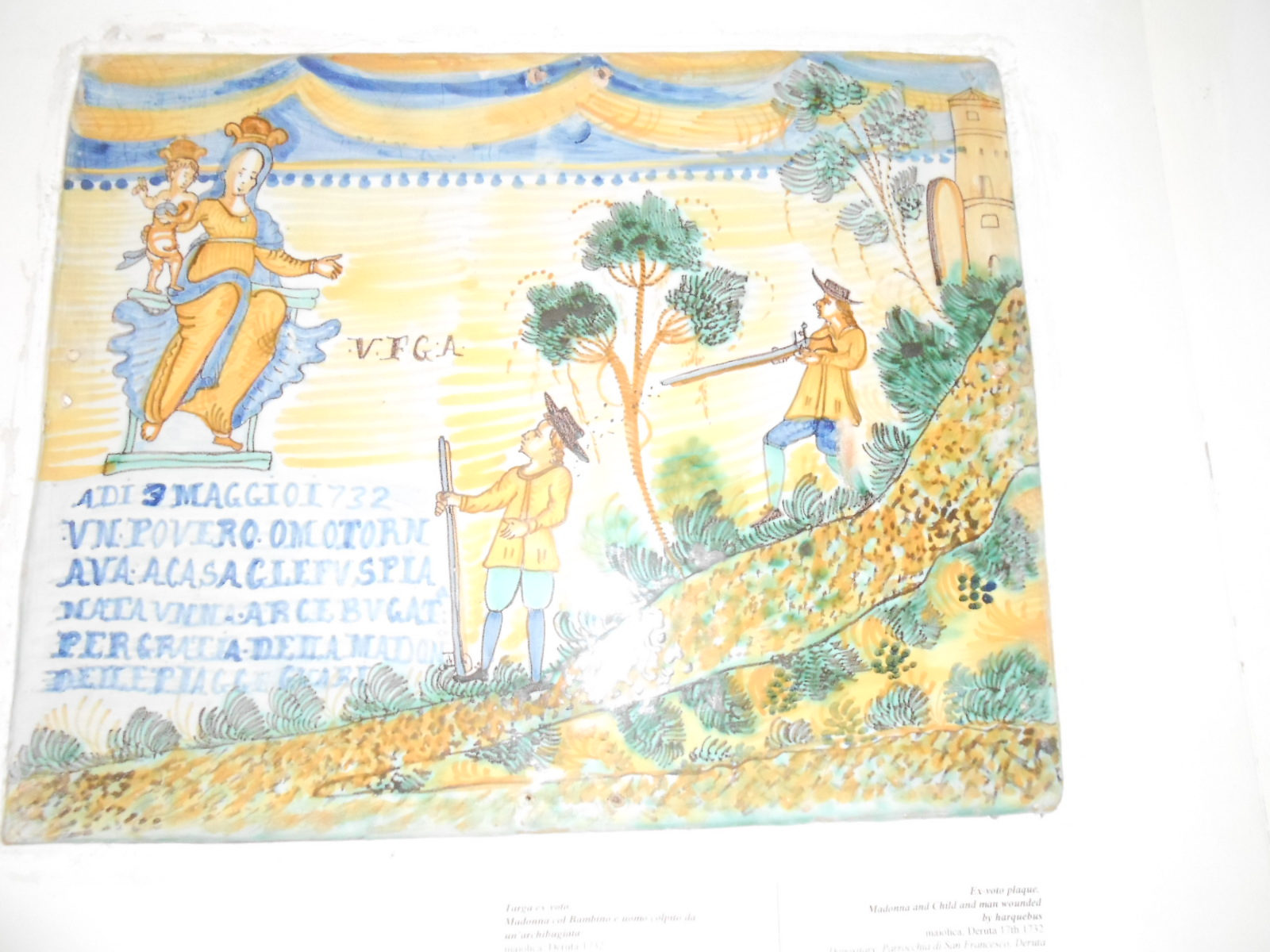
Uomo miracolato che prega la Vergine.
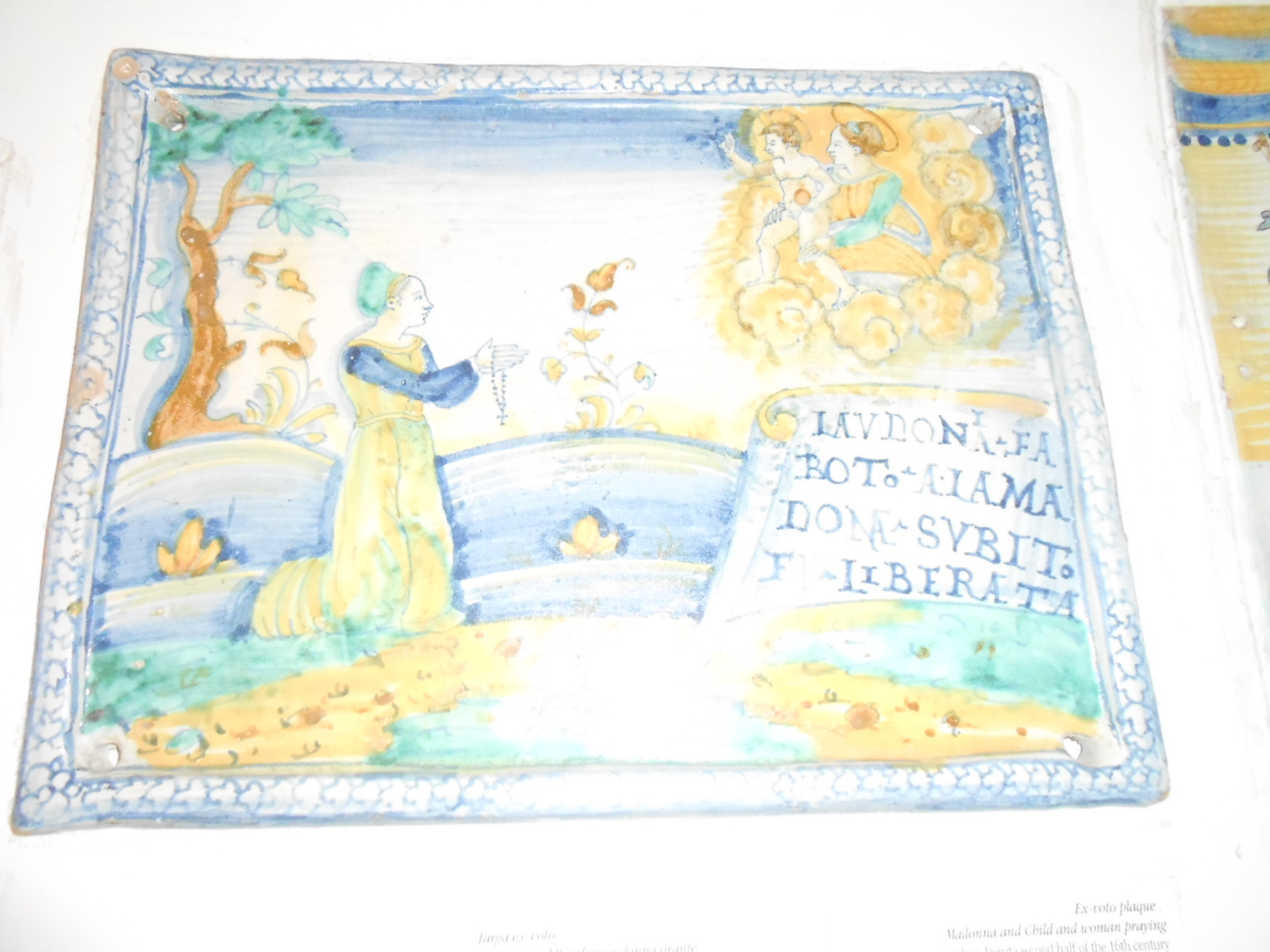
Donna che prega la Vergine.
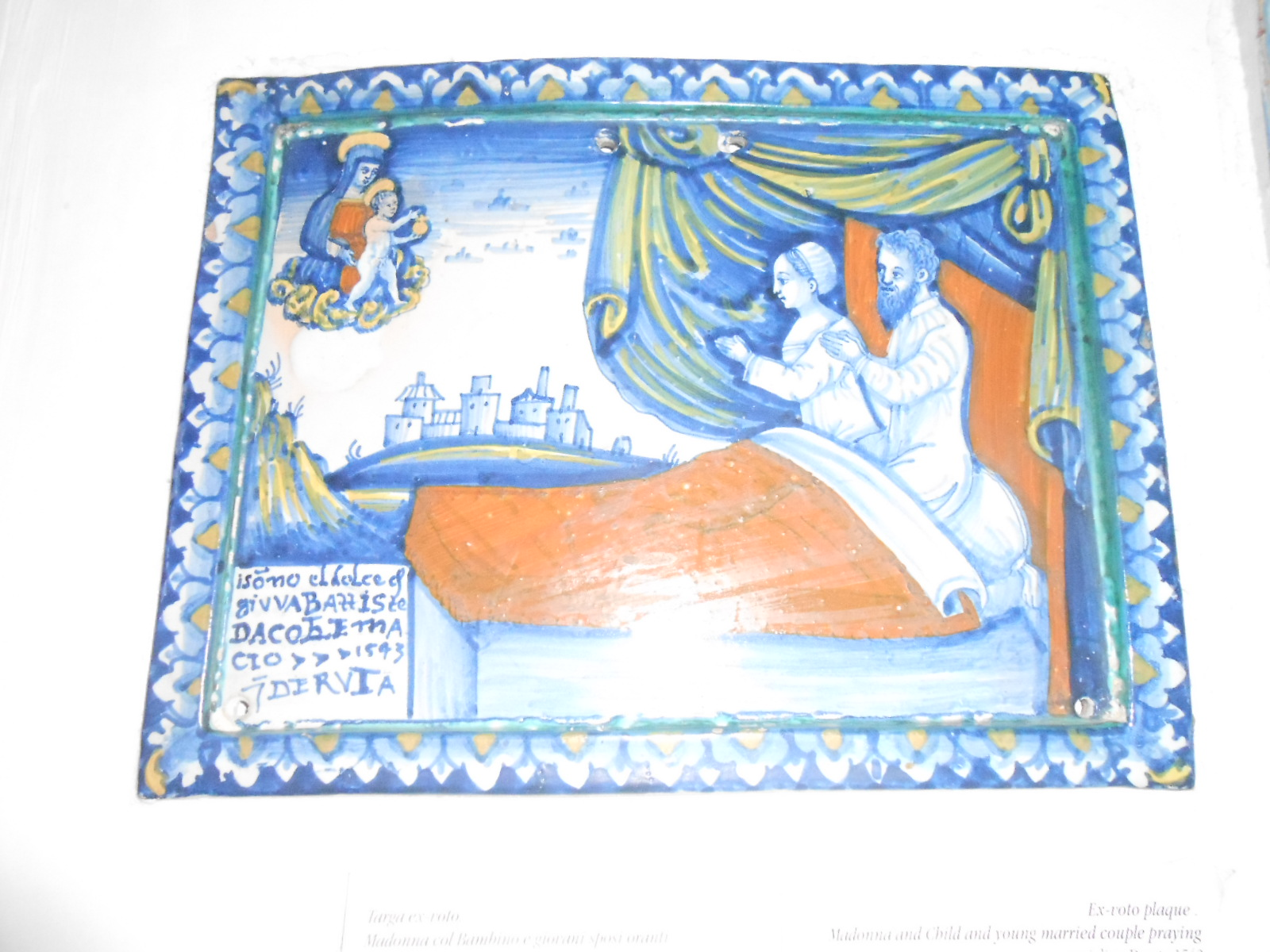
Coppia allettata che prega la Vergine.
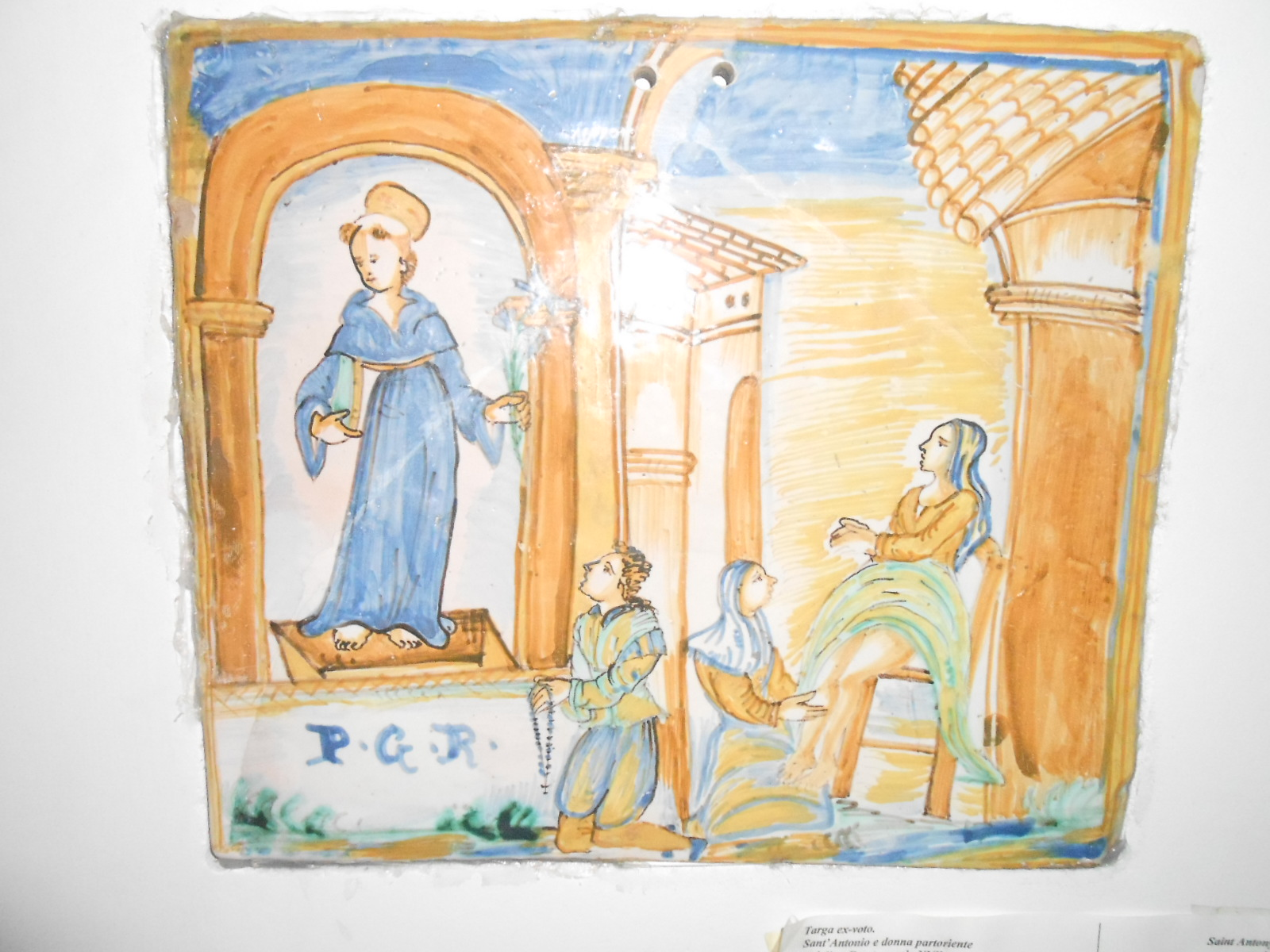
Uomo che prega Sant'Antonio per una donna paralizzata alle gambe
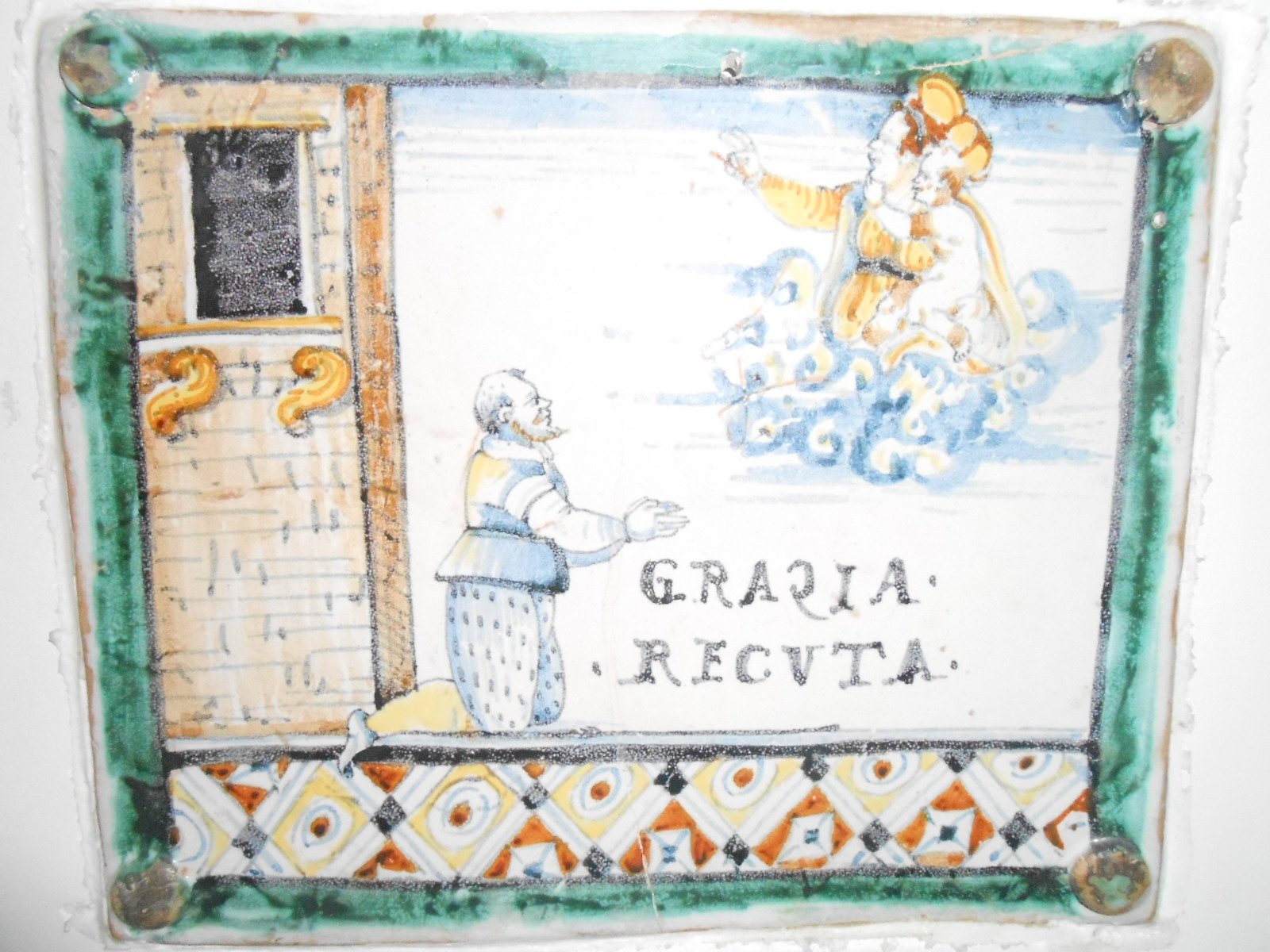
Uomo che prega la Vergine.
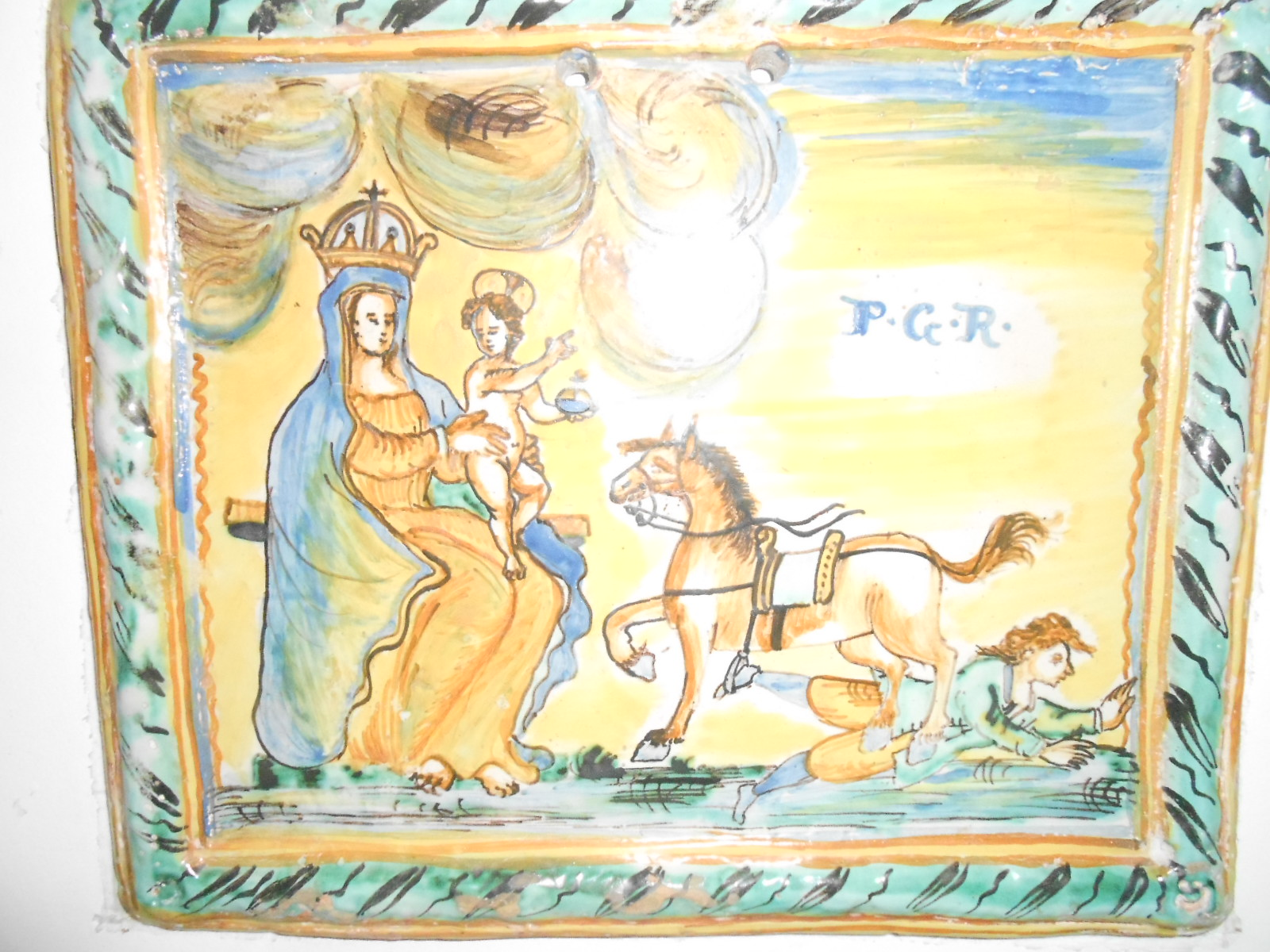
Uomo miracolosamente scampato dal calcio di un cavallo.
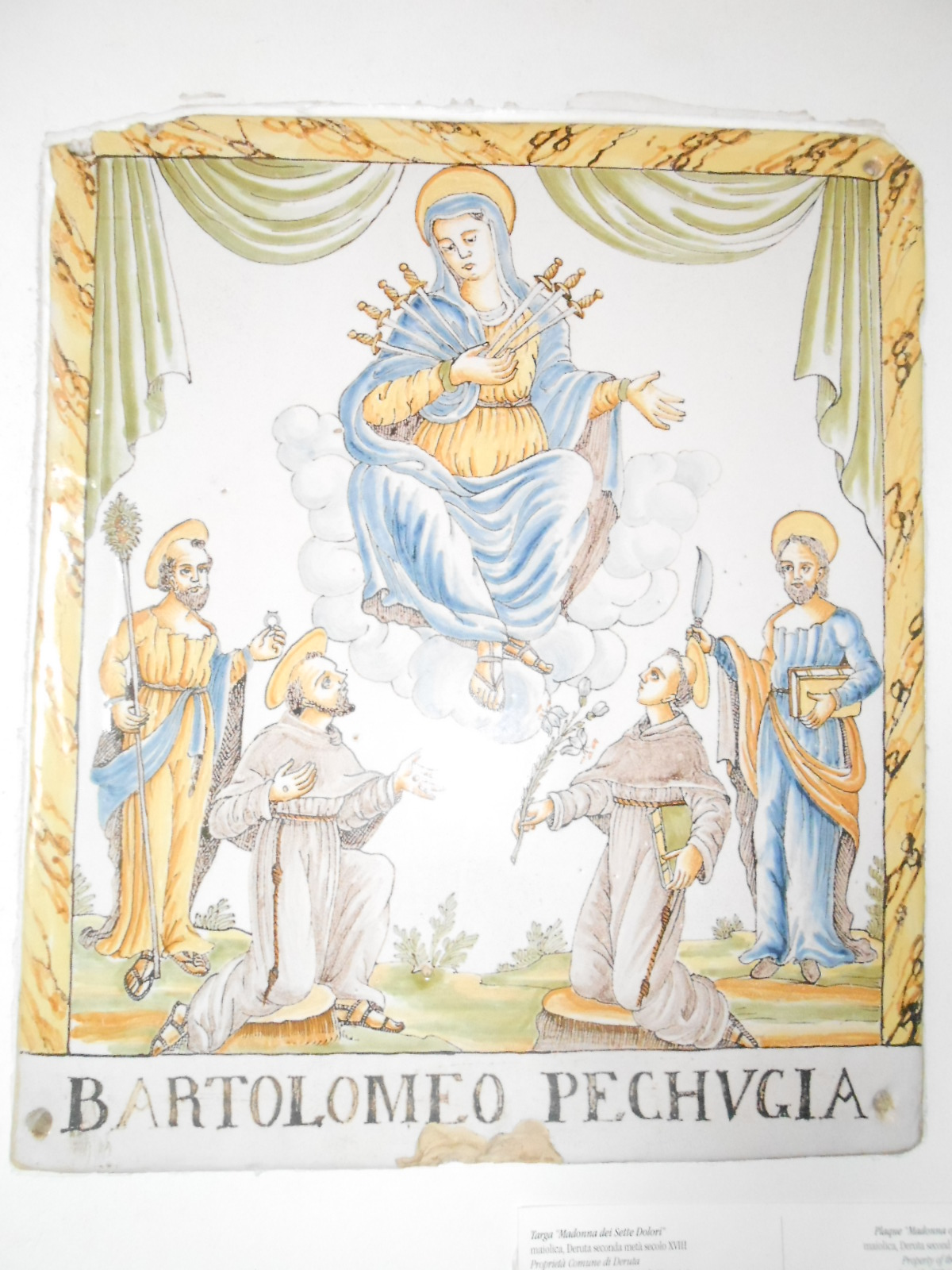
Pacca votiva con la Madonna dei Sette Dolori.
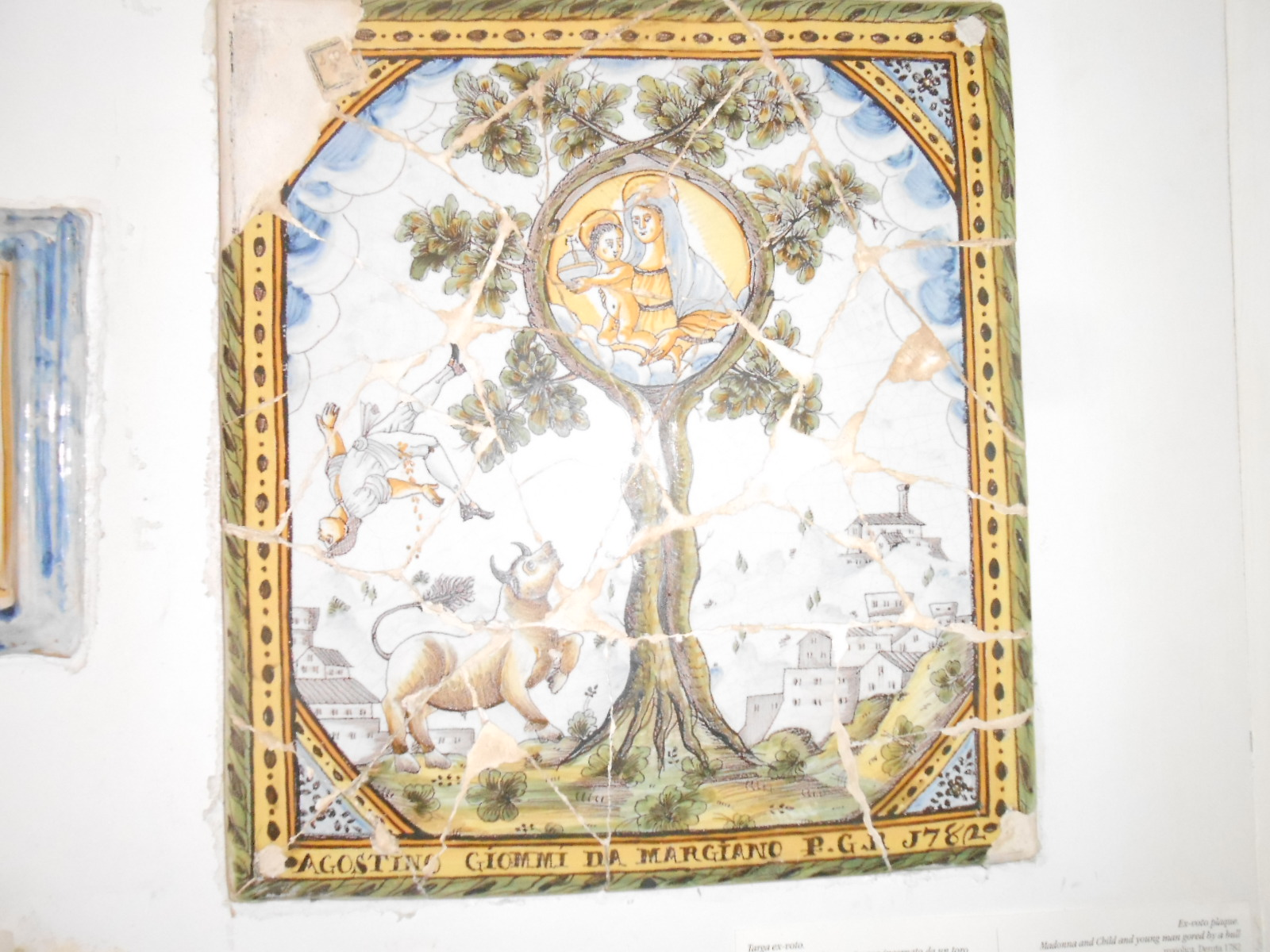
Placca votiva con la Madonna del Bagno.
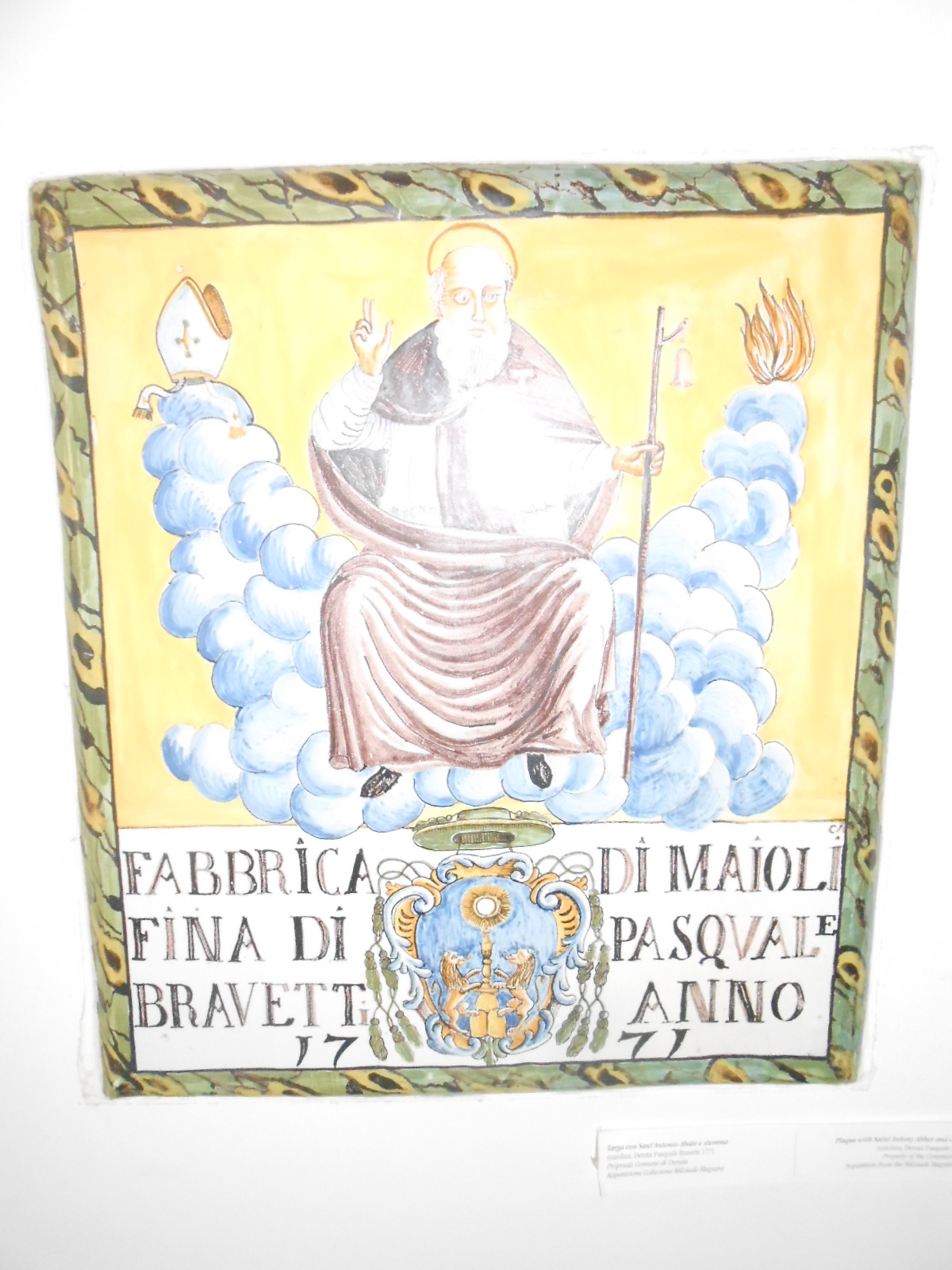
Placca votiva con Sant'Antonio Abate.
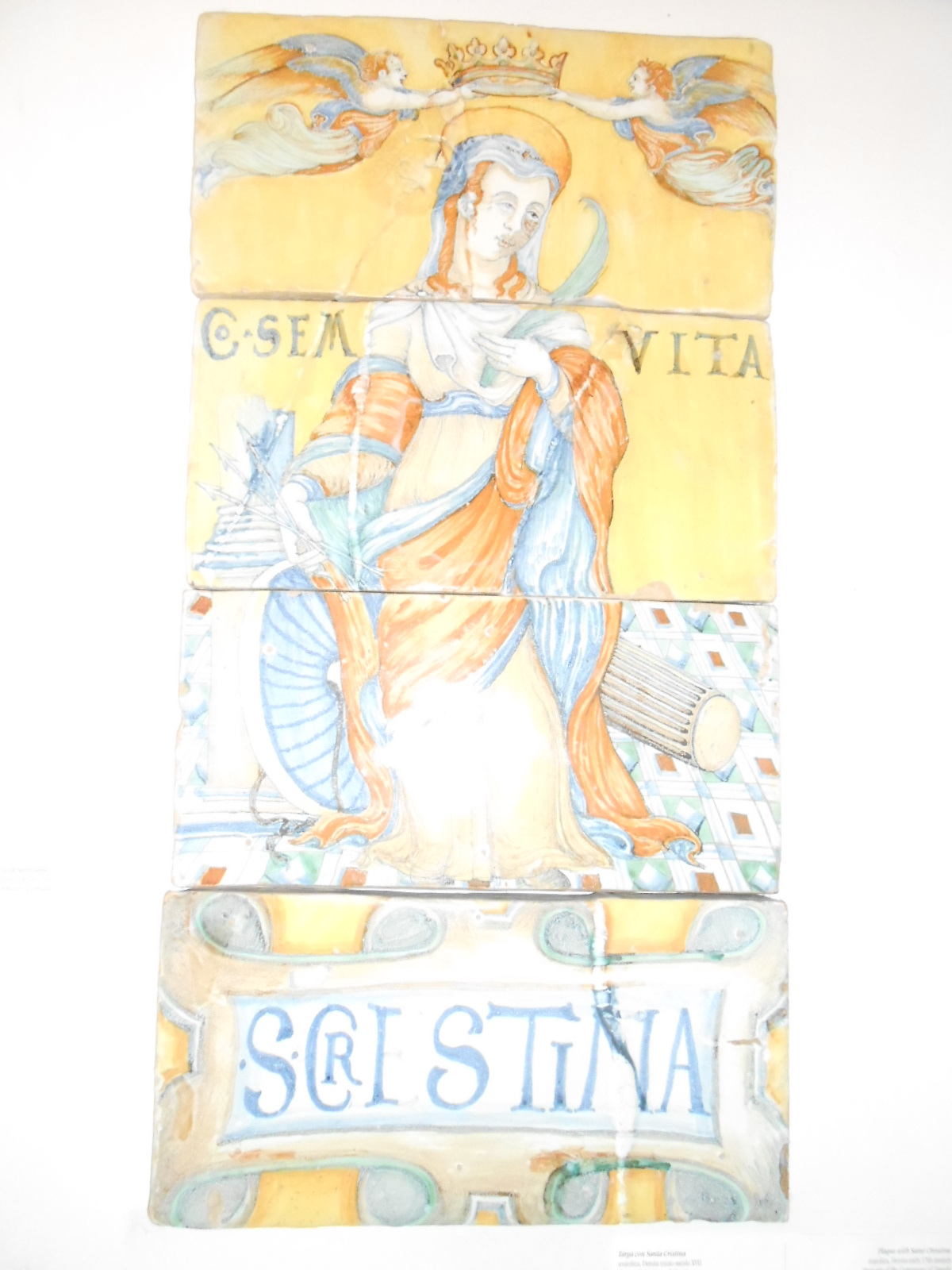
Placca votiva con Santa Cristina.
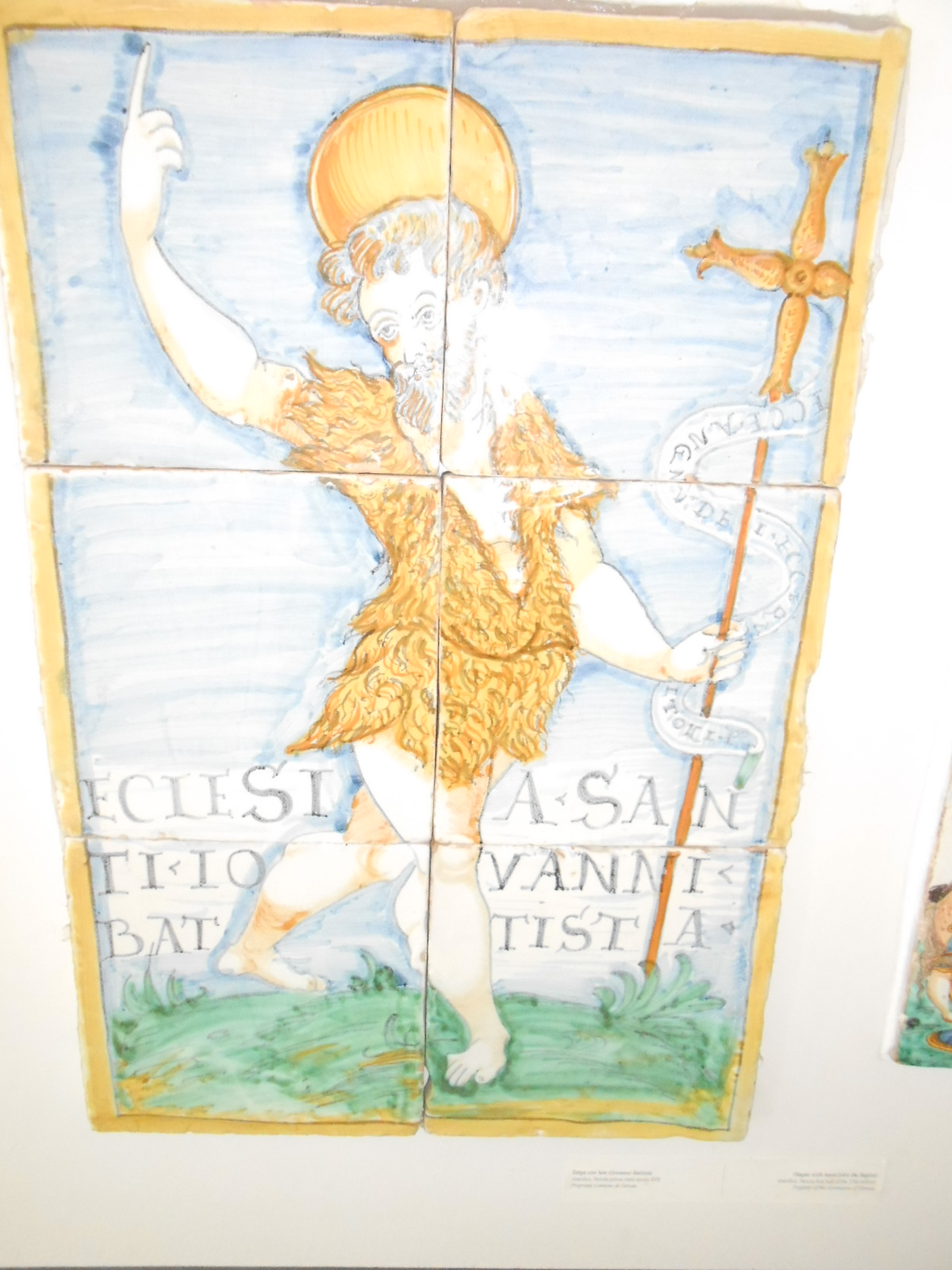
Placca votiva con San Giovanni Battista.
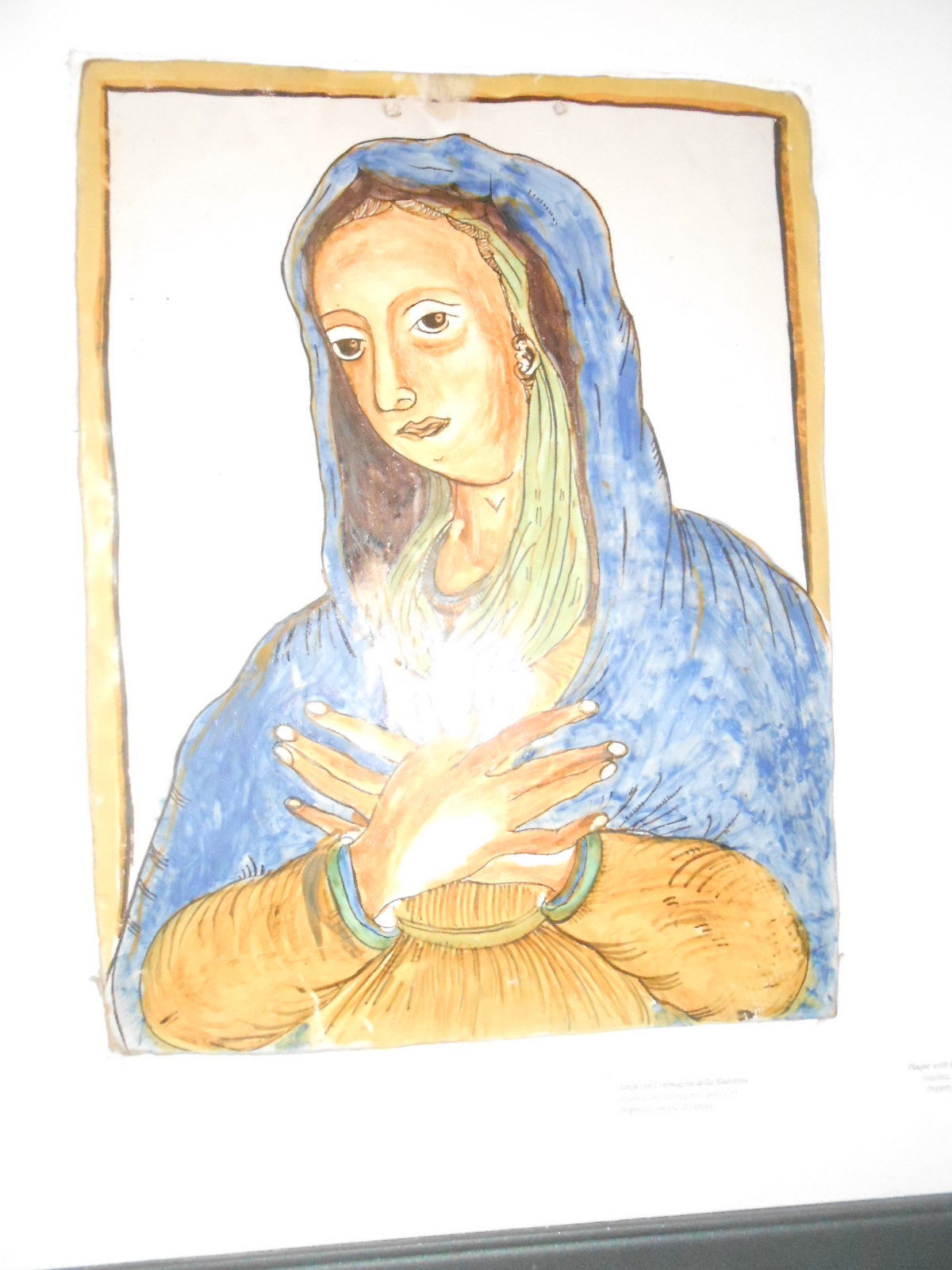
Placca votiva con la Madonna Orante.
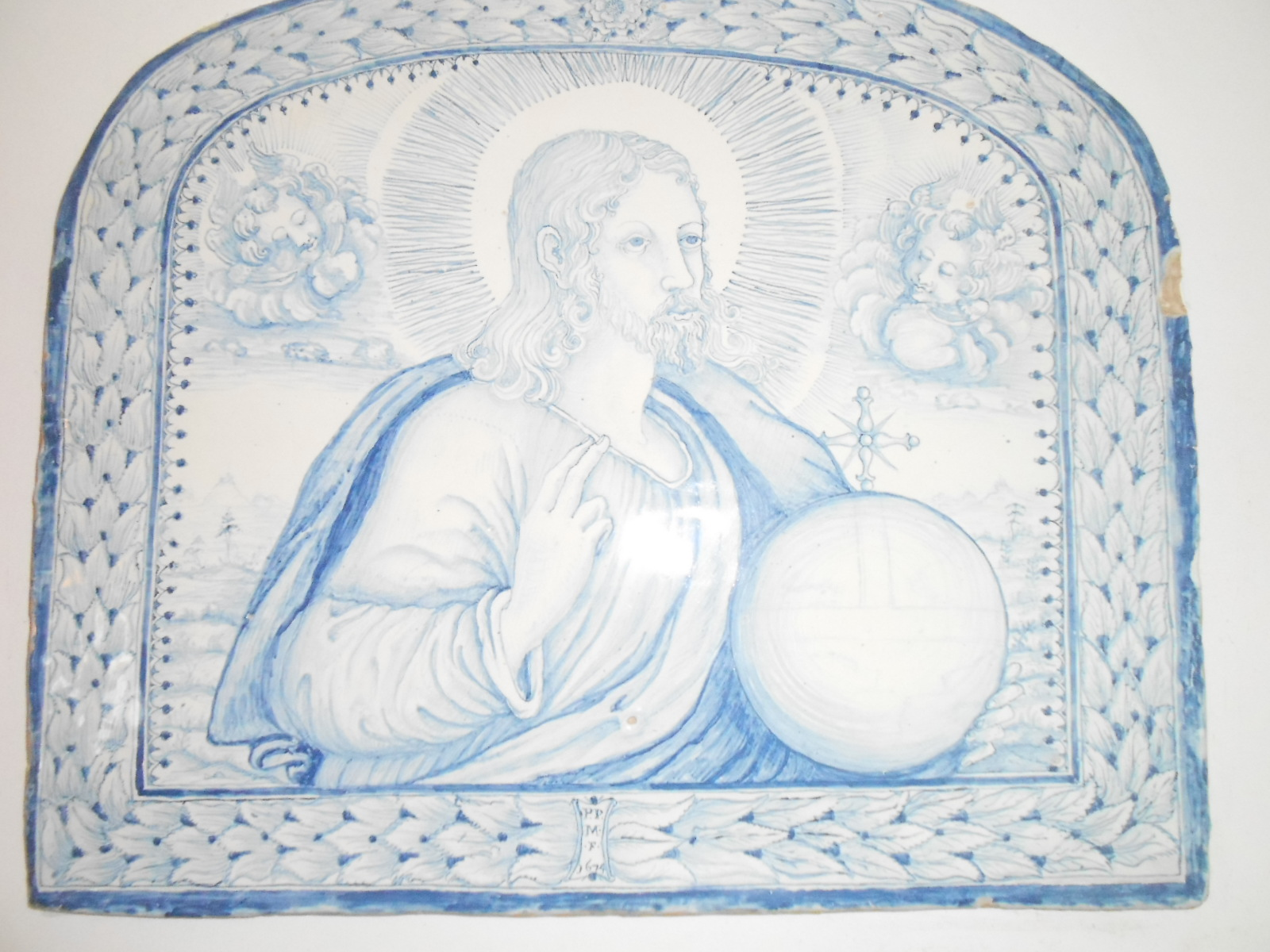
Placca votiva con il Cristo Redentore.
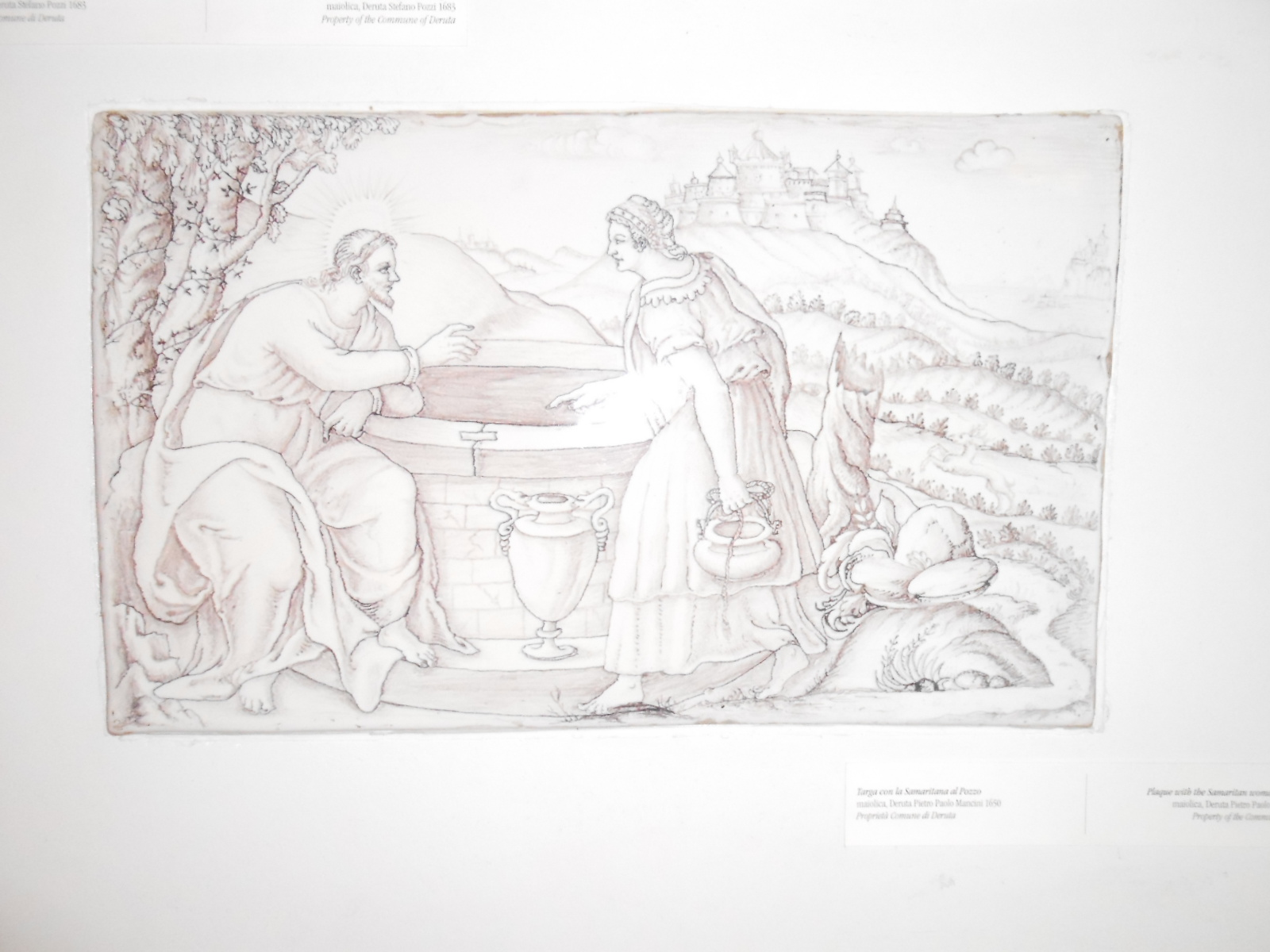
Placca votiva con Cristo e la samaritana al pozzo.

## Il Seicento e il Settecento
Nella seconda metà del Seicento e per grande parte del secolo successivo non si hanno notizie di rilievo riguardanti la ceramica di Deruta. Comunque è nel corso del Seicento che si vanno fissando e definendo caratteristiche tipologie decorative, di origine cinquecentesca, come le grottesche e gli arabeschi, motivi ancor oggi impiegati e fortemente distintivi della maiolica derutese.
Il Settecento è uno dei periodi meno conosciuti nella storia della ceramica derutese ed è in gran parte inedito; solo di recente, infatti, la produzione settecentesca derutese è stata rivalutata e posta all'attenzione degli studiosi; la Collezione Milziade Magnini del Museo regionale della Ceramica di Deruta, che raccoglie numerosi esemplari di questo periodo, è stata, infatti, oggetto di studio e di ricerca. Sommariamente può dirsi che questa produzione risulta ancora di una certa consistenza e qualità, mentre le forme e i decori appaiono coerenti al gusto dell'epoca. Verso la metà del secolo emerge, tre le altre, la manifattura di Gregorio Caselli, presso cui è attivo il pittore Giovanni Meazzi, raffinato autore di numerose opere.